# Tourisme en Bretagne
Vous lisez un « bon article » labellisé en 2020.

Logo de la marque Bretagne pour le tourisme régional, et son slogan « passez à l'ouest ».

Le tourisme en Bretagne concerne environ 13 millions de visiteurs par an. Secteur important de l'économie de la région, il représente un peu moins de 10 % du PIB de la région Bretagne pour un peu moins de 70 000 emplois directs. Sa saisonnalité s'étend de mai à septembre, et il intéresse essentiellement le littoral, en particulier dans les départements du Finistère et du Morbihan.
Les premiers touristes fréquentent la région à partir du début du XIXe siècle, attirés par la qualité de ses eaux minérales et par la possibilité d'y bénéficier de bains de mer. Les premières stations balnéaires apparaissent sur la côte dans les années 1830, comme à Saint-Malo, remplaçant peu à peu la motivation thérapeutique par des dynamiques plus hédonistes. Sa base sociale s'élargit progressivement jusqu'à l'entre-deux-guerres pour devenir moins aristocratique et plus bourgeoise. Les activités se diversifient, pour inclure une forme de tourisme culturel, le tourisme s'intéressant aux paysages et à certains aspects de la culture bretonne. L'avènement des congés payés en 1936 va faire basculer la Bretagne dans l'ère du tourisme de masse, et induire la nécessité de protéger son environnement de ses excès.
Si un tourisme balnéaire se concentre sur le littoral et représente le plus gros pôle d'activité, un tourisme vert est aussi notable en centre Bretagne, complété par un tourisme urbain dans les plus grandes villes de Bretagne. La culture de la région et son patrimoine sont des motifs de visites, tout comme ses sites naturels, sa gastronomie, et son offre de loisirs (festivals, équipements sportifs…).

## Historique

### Débuts auXIXe

#### Essor des premières stations balnéaires dans la première moitié duXIXe

Carte historique de la création de stations balnéaires en Bretagne.

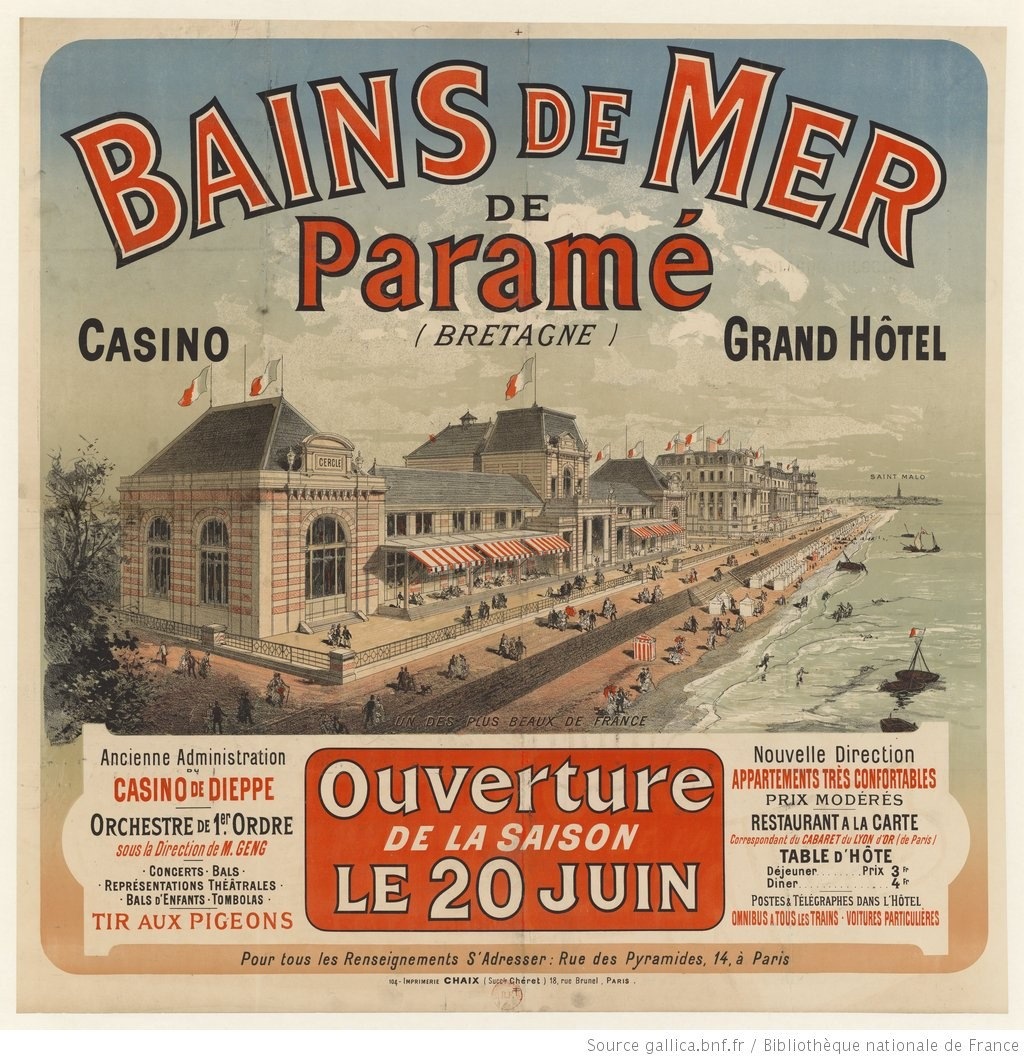
Affiche publicitaire pour les Bains de mer de Paramé (1886).

La Bretagne voit apparaître au début du XIXe siècle les prémices d'un tourisme près de certaines sources d'eaux, connues pour leurs valeurs thérapeutiques. Sous l'influence du thermalisme, le Clos Poulet près de Saint-Malo attire des cercles de buveurs d'eaux minérales. Ceux-ci développent localement une certaine forme de mondanité de station, coupée du reste des habitants. Une activité de bains de mer apparaît par la suite, à partir de ce premier pôle d'activité. Le même phénomène est observable dans d'autres villes du littoral breton comme Pornic. La popularisation du tourisme balnéaire par les Britanniques dans la première moitié du XIXe siècle va profiter à ces premières implantations. Ces villes vont voir certains de leurs quartiers commencer à se structurer comme des stations balnéaires à partir des années 1830. Cette première génération de station balnéaire bretonne émerge (Saint-Malo, Pornic) et voit la construction d'installations dédiées à cette pratique (établissement de bains de mer) ou l'aménagement d'installations déjà existantes pour l'adapter à la clientèle (digues de protection et môles reconvertis en lieux de promenade). Pour accommoder cette riche clientèle, le plus souvent issue de l'aristocratie, des établissements de jeu ouvrent. La dynamique thérapeutique commence à céder le pas à des dynamiques plus hédonistes.
Une seconde génération de stations balnéaires se développe en Bretagne à partir des années 1860. Portées par une bourgeoisie d'affaires cherchant à émuler les pratiques de l'aristocratie, elles s'installent souvent en périphérie de ces premières stations, le long du littoral (Saint-Lunaire et Saint-Briac à partir de Dinard ; Le Pouliguen, La Baule et Pornichet à partir du Croisic ; Paramé à partir de Saint-Malo). Certaines de ces nouvelles stations vont gagner en importance, parfois jusqu'à devenir de nouvelles communes indépendantes (Le Pouliguen en 1854 à partir de Batz-sur-Mer, Saint-Pierre-Quiberon en 1856 à partir de Quiberon, La Trinité-sur-Mer en 1864 à partir de Carnac).

#### Une activité s'affirmant à partir du milieu duXIXe
Le premier guide touristique traitant de la région est publié en 1845. Parmi les sites qui attirent les visiteurs à l'époque, on peut citer le tombeau de Chateaubriand à Saint-Malo (mort en 1848), qui devient un lieu de pèlerinage littéraire pour ses admirateurs ainsi que pour d'autres artistes, ou encore Pont-Aven où l'École de Pont-Aven attire les peintres à partir de 1865. Ces représentations participent alors à un processus de folklorisation de la culture bretonne. Une vision stéréotypée de la région, portée par l'image des paysans endimanchés aux pardons ou par les côtes granitiques sauvages, se popularise en dehors de la Bretagne à partir des années 1850. Eugène Boudin présente à Paris en 1859 Le Pardon à Sainte-Anne-la-Palud et rencontre un certain succès, amenant à sa suite des peintres dans la région, à la recherche de ces paysages et de ces sujets. La publication du Barzaz Breiz en 1838 par Théodore Hersart de La Villemarqué participe à ce même phénomène. La faïence de Quimper crée sa première assiette à sujet « breton » en 1878.

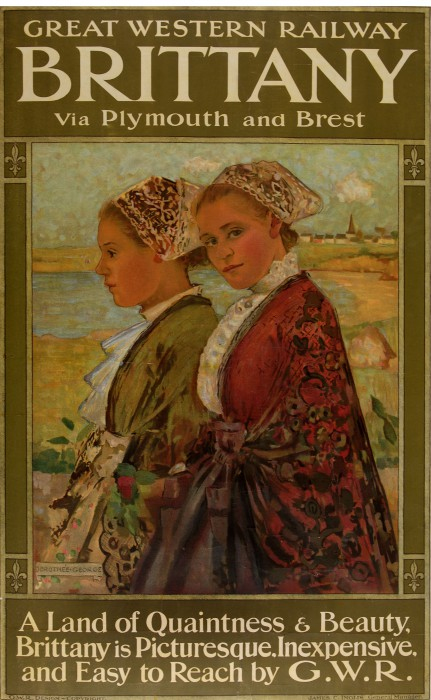
Affiche britannique vantant la Bretagne comme destination touristique.

Dans les stations balnéaires, de grands projets de lotissements se mettent en place entre les années 1880 et la Première Guerre mondiale, accompagnant l'arrivée du chemin de fer. Certains projets de construction ex nihilo de stations balnéaires voient le jour, souvent portés par une personnalité importante, comme le comte Hennecart à La Baule à partir de 1876, ou Armand Peugeot à Morgat à partir de 1884. Face à l'importance de cette activité économique, les conseils municipaux prennent en compte les attentes des touristes pour aménager la ville (entretien des quais de Pornic pour y permettre les promenades, création d'une estacade dans ce même but à La Baule en 1892). Cette nouvelle population importe également ses pratiques sociales : les premières régates commencent au Pouliguen en 1875, et la navigation de plaisance s'y affirme dès les années 1880. Ces touristes, le plus souvent issus de la bourgeoisie, viennent en famille, ce qui entraîne l'apparition de problématiques de sécurité liées à la baignade. Des guides-baigneurs, des cordes de sécurité, et des bateaux de surveillance voient le jour, et les prospectus publicitaires mettent en avant cet aspect, comme à Quiberon. Enfin, la dimension thérapeutique de certaines activités déjà présentes au début du XIXe siècle perdure. Le docteur Lhoste invente la cure marine à Saint-Malo en 1850, et en 1899 Louis-Eugène Bagot ouvre à Roscoff la première structure de thalassothérapie de France.
La Bretagne bénéficie aussi d'une grande popularité dans le Royaume-Uni de l'époque victorienne, notamment entre 1856 et 1881. Portés par la popularité locale d'auteurs bretons comme Souvestre, Chateaubriand, et de La Villemarqué, des auteurs britanniques s'y rendent, et choisissent la Bretagne comme décor de leurs productions littéraires. Robert Browning y situe plusieurs poèmes comme Gold Hair: A Story of Pornic ou The Two Poets of Croisic, Ernest Dowson y place Yvonne of Brittany et In a Breton Cemetery. The Lady of La Garaye que publie Caroline Norton en 1862 est même à l'origine d'un tourisme littéraire propre à ce livre, certains visiteurs cherchant spécifiquement à visiter les lieux présentés dans l'œuvre. Ceci contribue à faire de la Bretagne une des destinations privilégiées de la clientèle britannique de l'époque.
La question de la protection des sites touristiques commence à se poser dès 1900, ce qui lui vaut de bénéficier du classement du premier site français au titre du paysage : le 13 juillet 1907, la commission départementale des Côtes-du-Nord (actuellement les Côtes-d'Armor) classe l'île de Bréhat parmi les « sites et monuments naturels de caractère artistique » à préserver.
L'arrivée d'une population extérieure à la région induite par le tourisme est aussi l'occasion pour les Bretons d'interagir avec celle-ci. Certains travaillent comme domestiques auprès de cette clientèle, et quittent parfois la région pour continuer de travailler pour ces nouveaux employeurs. Les mœurs locales évoluent aussi, ce qui fait craindre à certains un certain emparisiennement. Au tournant du siècle, les premières fêtes folkloriques sont aussi mises en place pour divertir les touristes. Théodore Botrel utilise sa notoriété dans le domaine de la culture bretonne pour lancer le Pardon des Fleurs d'Ajonc à Pont-Aven en 1905. Costumes traditionnels et musique bretonne y occupent une place centrale. La même année, la fête des Filets bleus à Concarneau utilise la même formule pour attirer les touristes, cette fois en y intégrant un aspect social, en utilisant les sommes récoltées pour aider les populations locales.

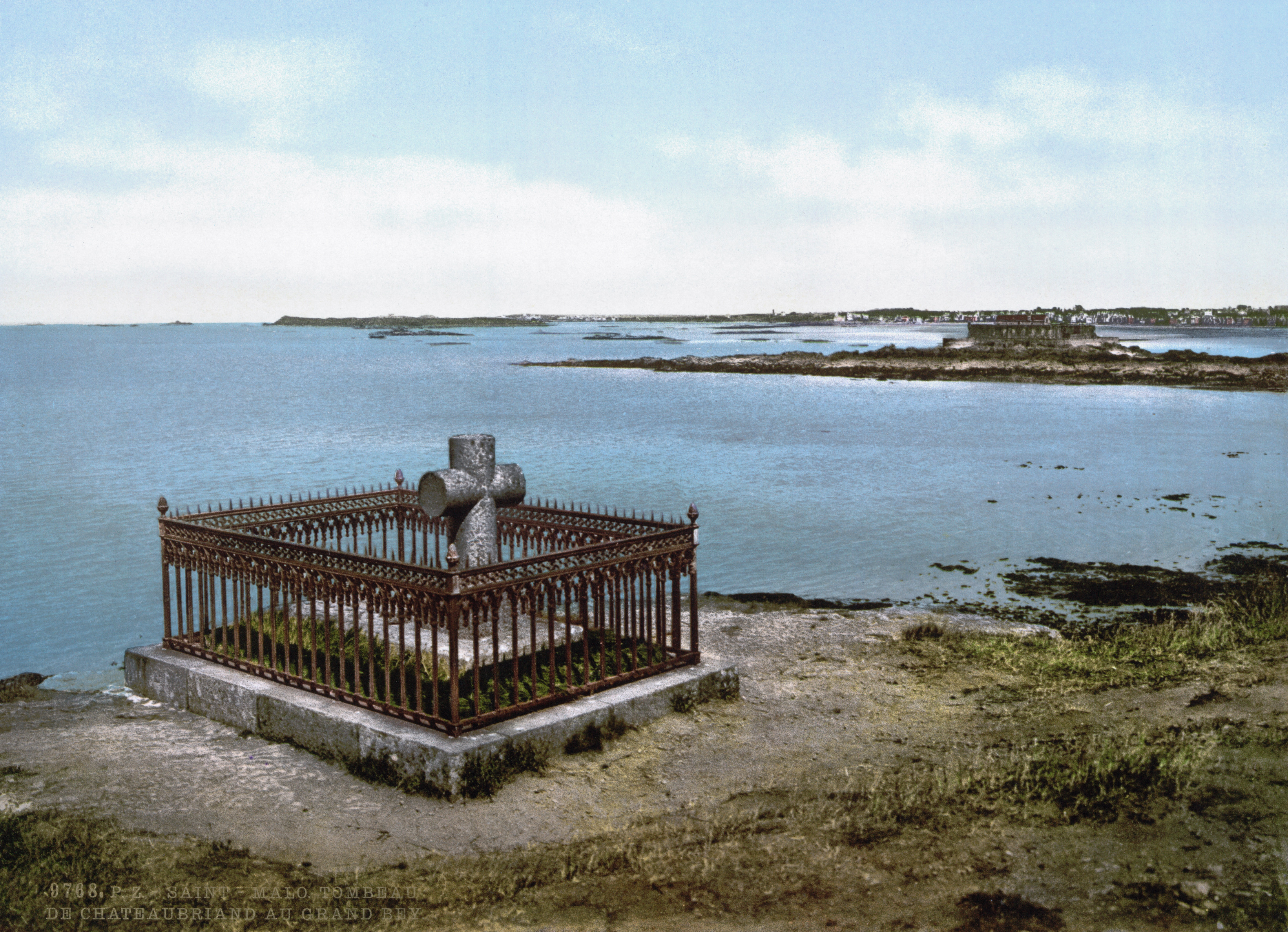
Le tombeau de Chateaubriand à Saint-Malo.
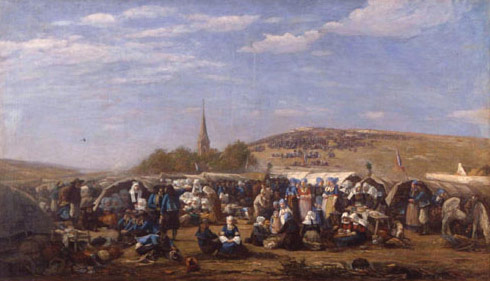
Le Pardon à Sainte-Anne-la-Palud d'Eugène Boudin de 1859
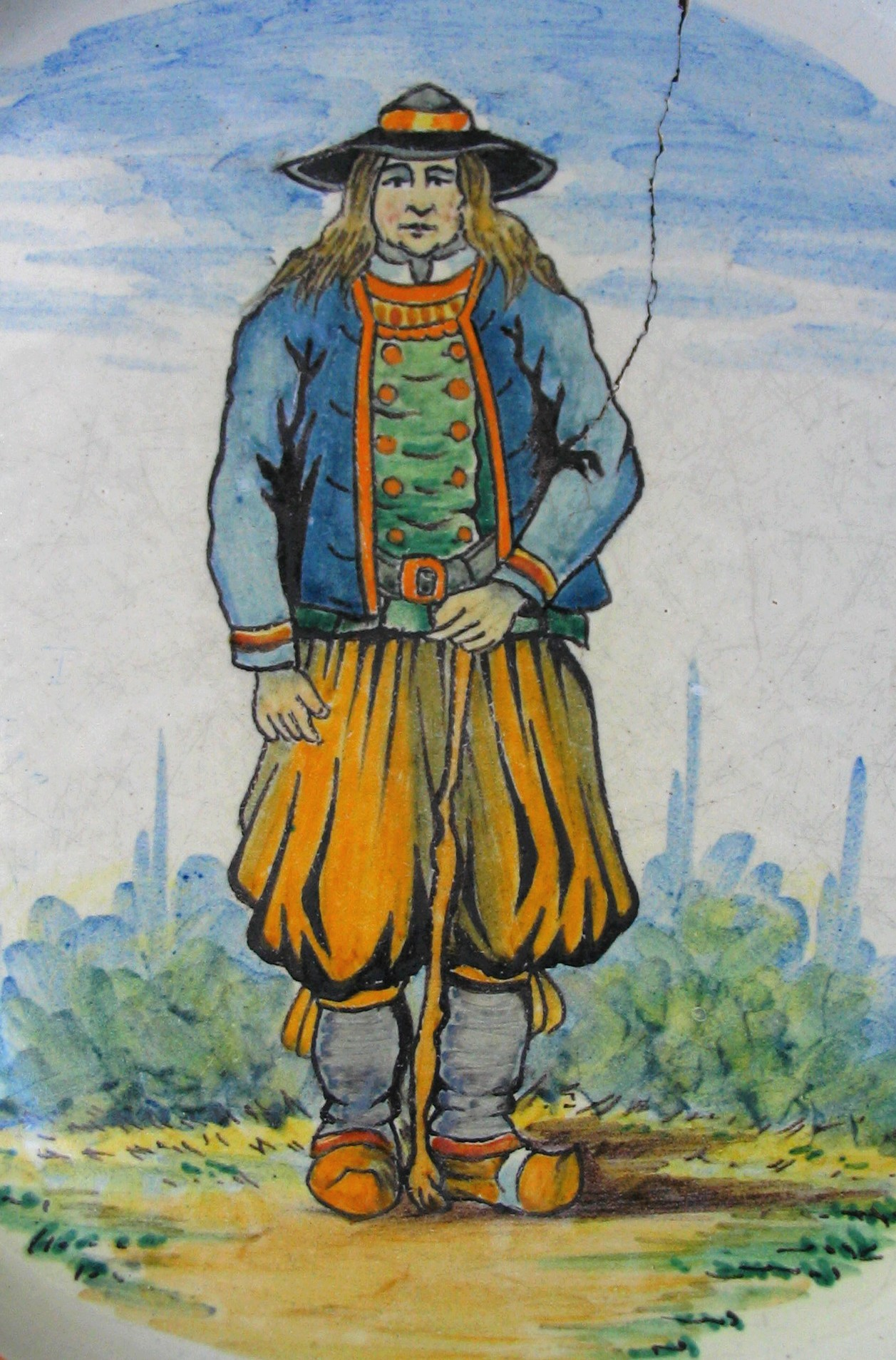
Faïence de Quimper à sujet « breton »
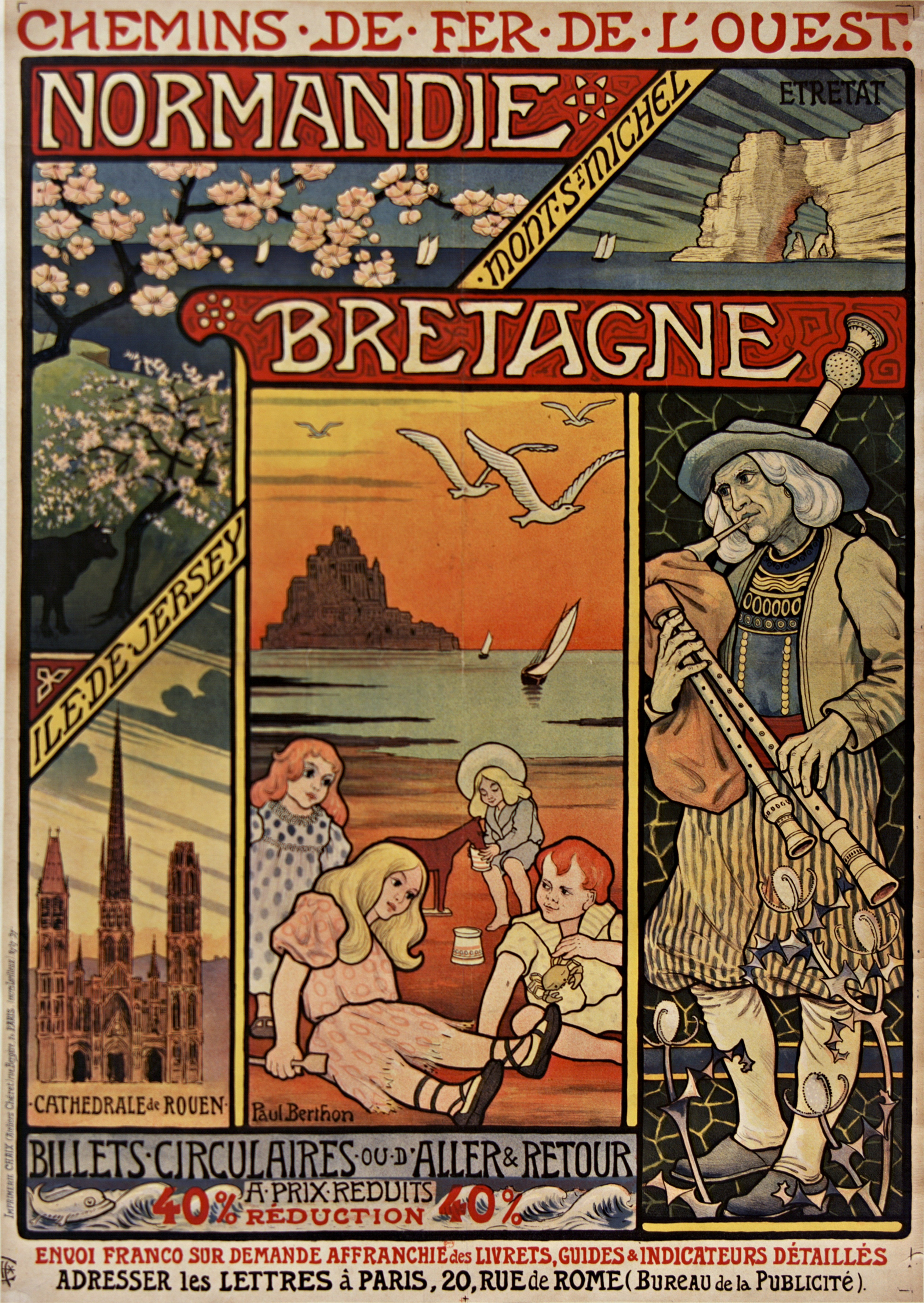
Les chemins de fer véhiculent certains stéréotypes.
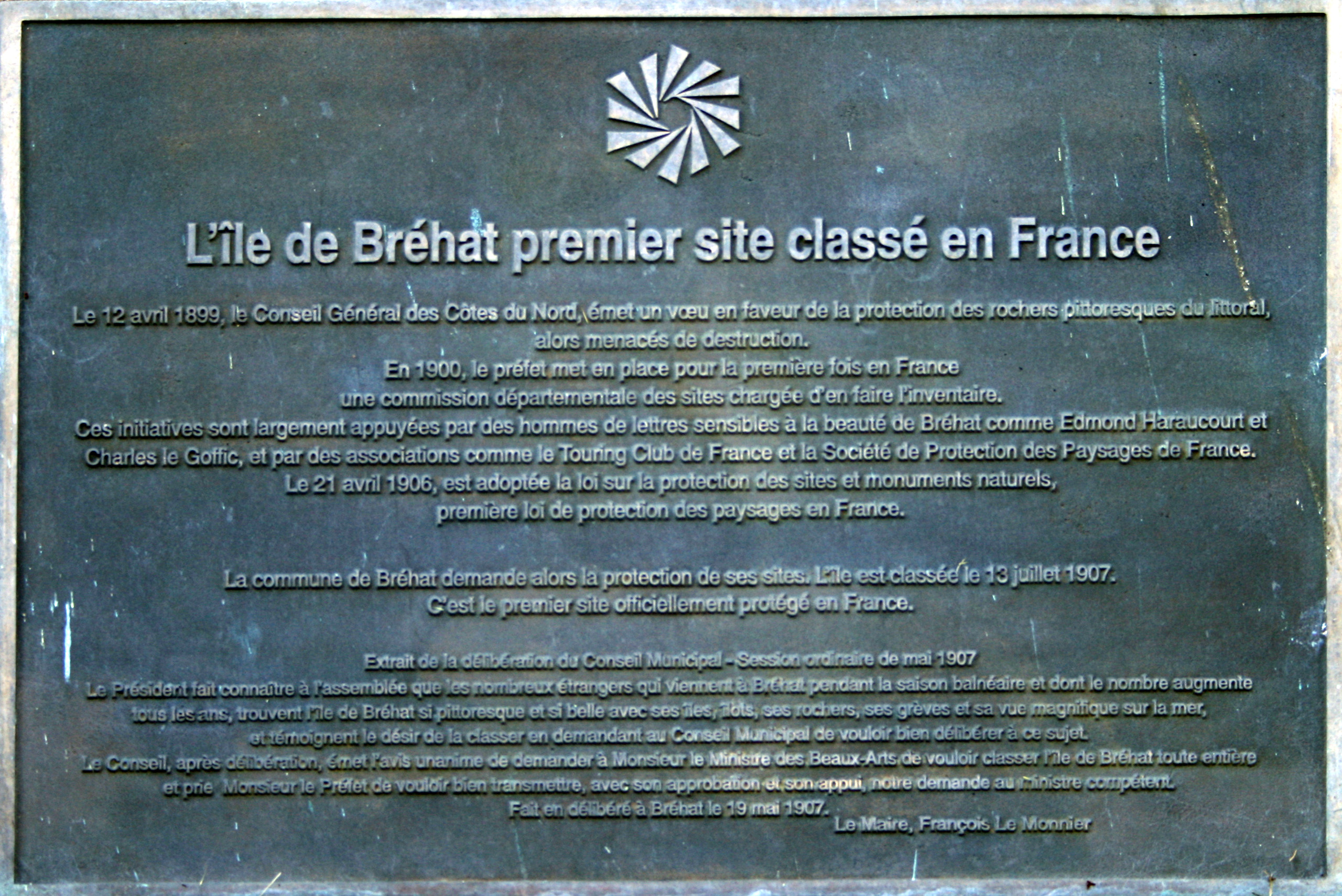
Plaque inaugurale du classement de Bréhat.
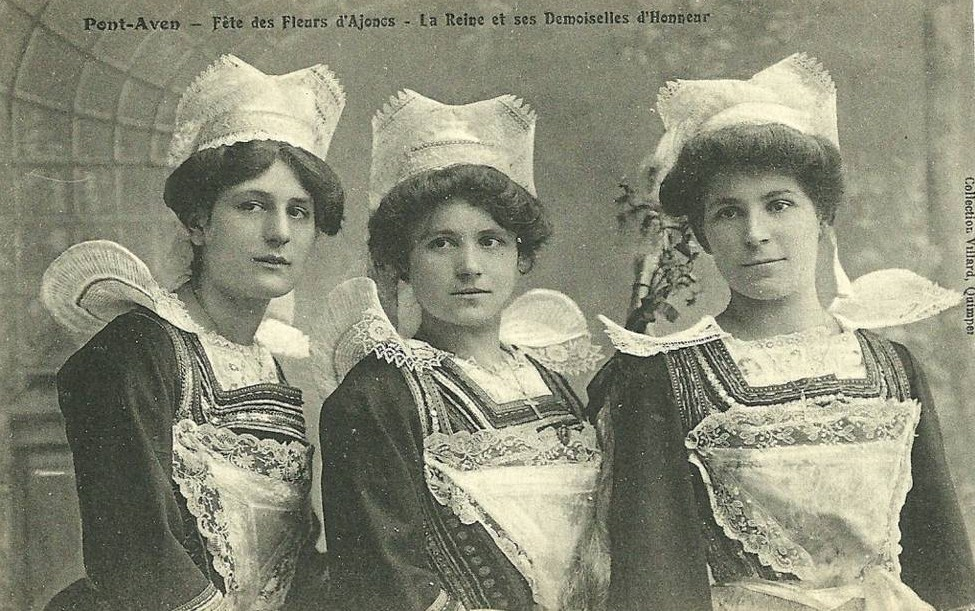
Carte postale du Pardon des Fleurs d'Ajonc de Pont-Aven

### Essor lors de l'entre-deux-guerres
Pendant l'entre-deux-guerres, le tourisme va continuer son essor essentiellement sur la côte. Plusieurs facteurs de développement apparaissent. L'automobile rend les déplacements plus aisés, et certaines routes sont même aménagées pour elle (route de la corniche à Perros-Guirec en 1925, route de la mer à La Baule en 1928). Un réseau de syndicats d'initiatives voit le jour pour mieux informer les touristes, et une revue, La Bretagne touristique, est éditée dans ce même but à partir de 1922. Enfin, de nouvelles stations balnéaires sont créées ex nihilo comme à Kerfany-les-pins, ou gagnent en importance comme à Quiberon.
La clientèle très aisée continue de fréquenter les mêmes stations qu'avant-guerre, et des aménagements comme des golfs, des courts de tennis, ou des hippodromes s'y généralisent. En 1935, on peut ainsi dénombrer 12 casinos, 7 terrains de golf, et 17 ports dédiés à la plaisance dans la région. La Baule-Escoublac et Dinard comptent respectivement 50 et 86 hôtels en 1926 – accueillant à la même date un total de 70 000 visiteurs. La cohabitation avec la population locale n'est pas toujours aisée, et régulièrement ces touristes se plaignent d'être sollicités par des enfants pour l'aumône. La crise de 1929 a raison d'une partie de ce tourisme de luxe et plusieurs casinos ferment après cette date. La clientèle britannique et américaine en particulier déserte la région après cette date.
Les congés payés amènent à l'été 1937 un nouveau souffle à cette activité avec l'arrivée d'un demi-million d'estivants français et 100 000 étrangers dans la région, qui compte à cette date quelque 150 stations balnéaires. La clientèle est cependant d'un nouveau type, et compte beaucoup de Bretons montés à Paris pour le travail, et de retour chez eux le temps d'un été. Beaucoup plus populaire, ce tourisme voit le développement du camping et des séjours chez l'habitant, ainsi que des colonies de vacances. Par son ampleur et sa forme, il préfigure le tourisme de masse auquel va être confronté la région après la Seconde Guerre mondiale.

### L'après-guerre

#### Un développement qui pose des questions jusqu'à la fin duXXesiècle
La société des loisirs qui commence à s'esquisser dans les premières années de l'après-guerre entraîne l'émergence de nouveaux projets d'aménagement de stations balnéaires dans la région. Une première vague de constructions est envisagée sur les villes de Sarzeau et d'Arzon entre 1947 et 1952. Si celles-ci sont initialement reportées, d'autres projets similaires voient le jour à Guidel en 1963 (VVF) ou à Carnac 1966 (Port an Dro). Ces projets prennent une autre dimension quand Raymond Marcellin, président du conseil général du Morbihan, planifie la création d'un complexe de plus de 15 000 lits dans la presqu'île de Rhuys. Le modèle alors en vogue s'inspire de l'exemple espagnol et de l'aménagement touristique du littoral du Languedoc-Roussillon. À Port-la-Forêt dans le sud-Finistère, c'est une station pour 20 000 habitants qui est prévue en plus du percement d'un port de plaisance. Si les ports voient le jour, les projets immobiliers liés sont finalement abandonnés, les idées écologistes gagnant en popularité à cette époque dans la population. Les marées noires consécutives aux naufrages du Torrey Canyon (en 1967) et de l' Amoco Cadiz (en 1978), ainsi que le projet de centrale nucléaire de Plogoff, suscitent de fortes réactions dans la population, et tout projet d'aménagement touristique du littoral doit faire face à d'importants mouvements d'opposition. La loi littoral votée en 1986 vient définitivement mettre fin à la pression foncière sur le littoral breton. Plus globalement, la question du développement touristique devient centrale dans la politique locale ; si dans les années 1950 le CELIB y voit un atout pour que les Bretons puissent « vivre et travailler au pays », la question du coût et de la réalité des retombées économiques pour la population locale devient très prégnante dans les années 1970.
Un mouvement de sauvegarde et valorisation du petit patrimoine local voit le jour dans les années 1950 et 1960, alors que certaines activités périclitent (déchristianisation des campagnes, modernisation de la pêche…). L'époque voit des campagnes de restauration de chapelles ou de patrimoine maritime et rural, le plus souvent à l'initiative d'associations locales, ou à la création de musées sur cette thématique, comme le Musée de la pêche de Concarneau qui ouvre en 1961, ou le village de Poul-Fetan en 1985. La culture bretonne connaît elle aussi à cette époque un phénomène de préservation et de valorisation. Le dynamisme des fest-noz et des bagadoù, s'il participe à l'attrait touristique de la région, pose aussi la question de la « consommation » et de l'altération de la culture bretonne pour satisfaire aux attentes des touristes. La préservation de certains sites comme les alignements de Carnac ou le centre-ville historique de Tréguier face à des formes de surtourisme n'est pas sans rencontrer une certaine opposition locale dans les années 1970 lorsque des activités économiques déjà établies sont menacées,.
La région gagne aussi en visibilité et en accessibilité, engendrant un effet sur son attractivité touristique. Alors que les Français sont de plus en plus équipés en postes de télévision, et que des médias de masse comme les cinémas se développent, la Bretagne accueille des tournages de films comme Pêcheur d'Islande (à Concarneau en 1959) ou Les Vikings (au fort la Latte la même année), valorisant les paysages bretons. Le plan routier breton décidé en 1968 rend plus facilement accessible la pointe ouest aux véhicules des touristes. L'image de la région est aussi travaillée par les institutionnels, et deux départements voient leur nom changer pour devenir plus vendeurs : la Loire-Inférieure prend le nom de Loire-Atlantique en 1958, et les Côtes-du-Nord celui de Côtes-d'Armor en 1990.

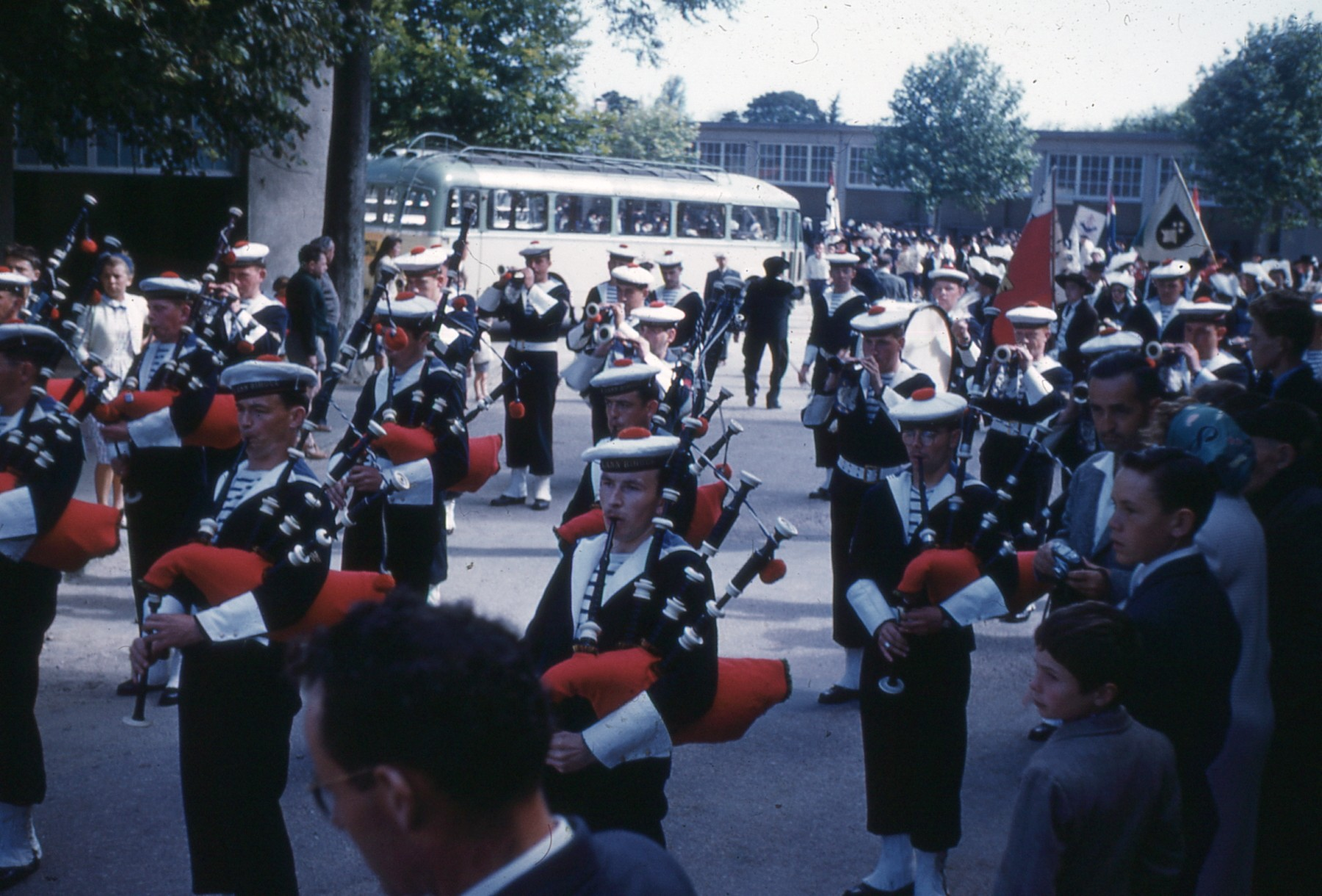
Les bagadoù, expression de la culture bretonne à partir de 1947.
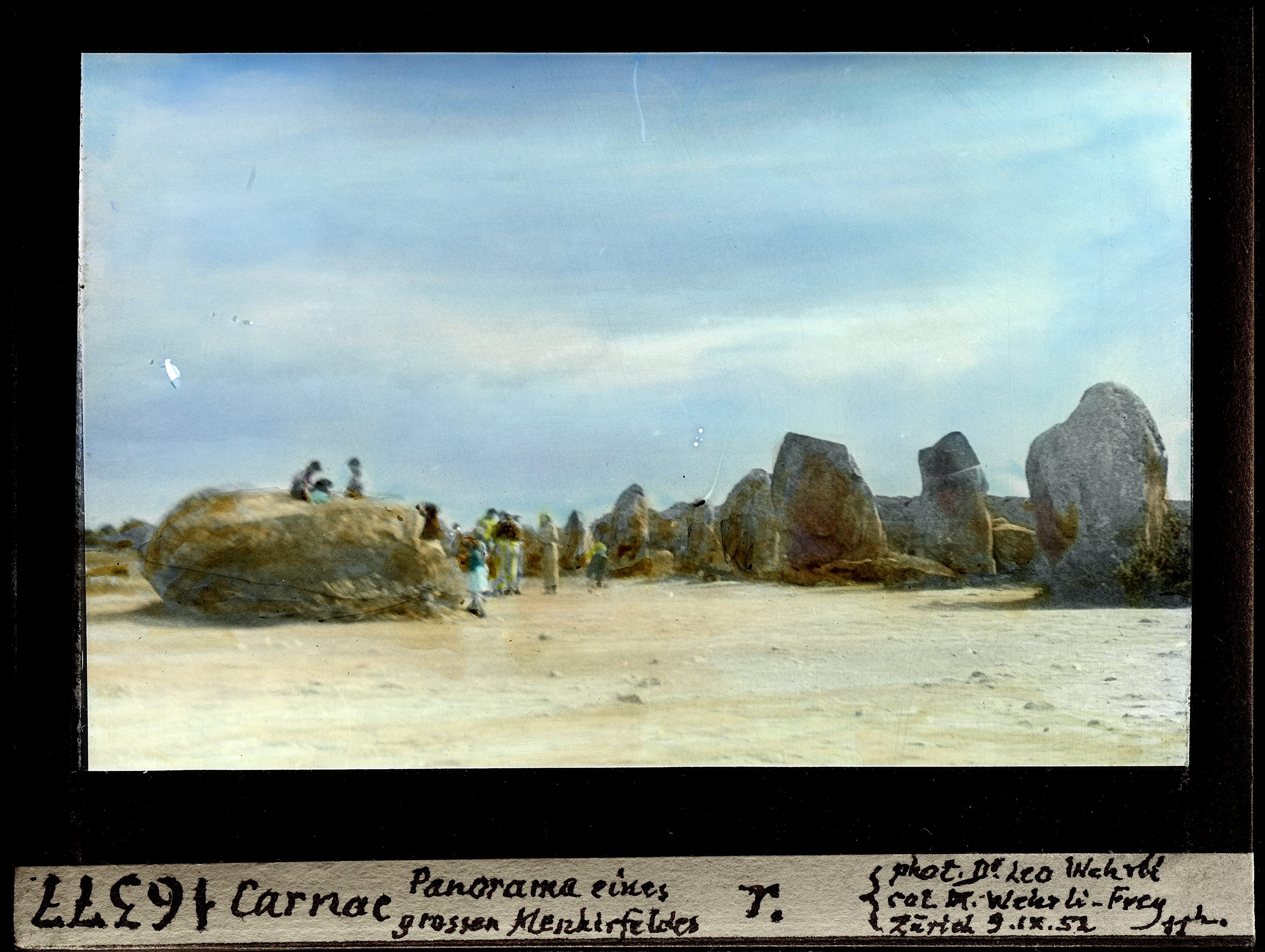
Touristes sur les menhirs de Carnac avant la protection du site.
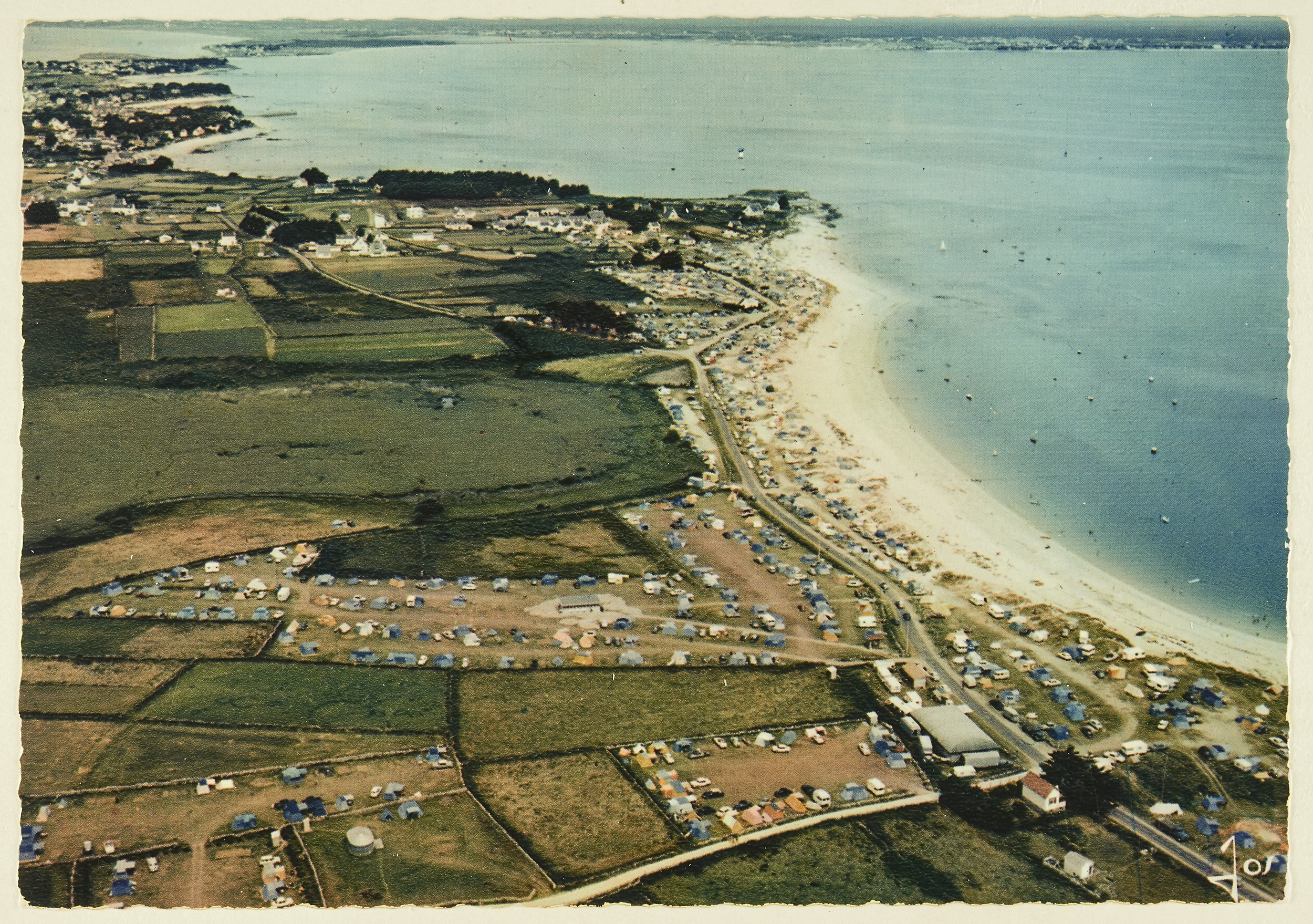
Camping sauvage dans le site naturel de Gâvres-Quiberon.
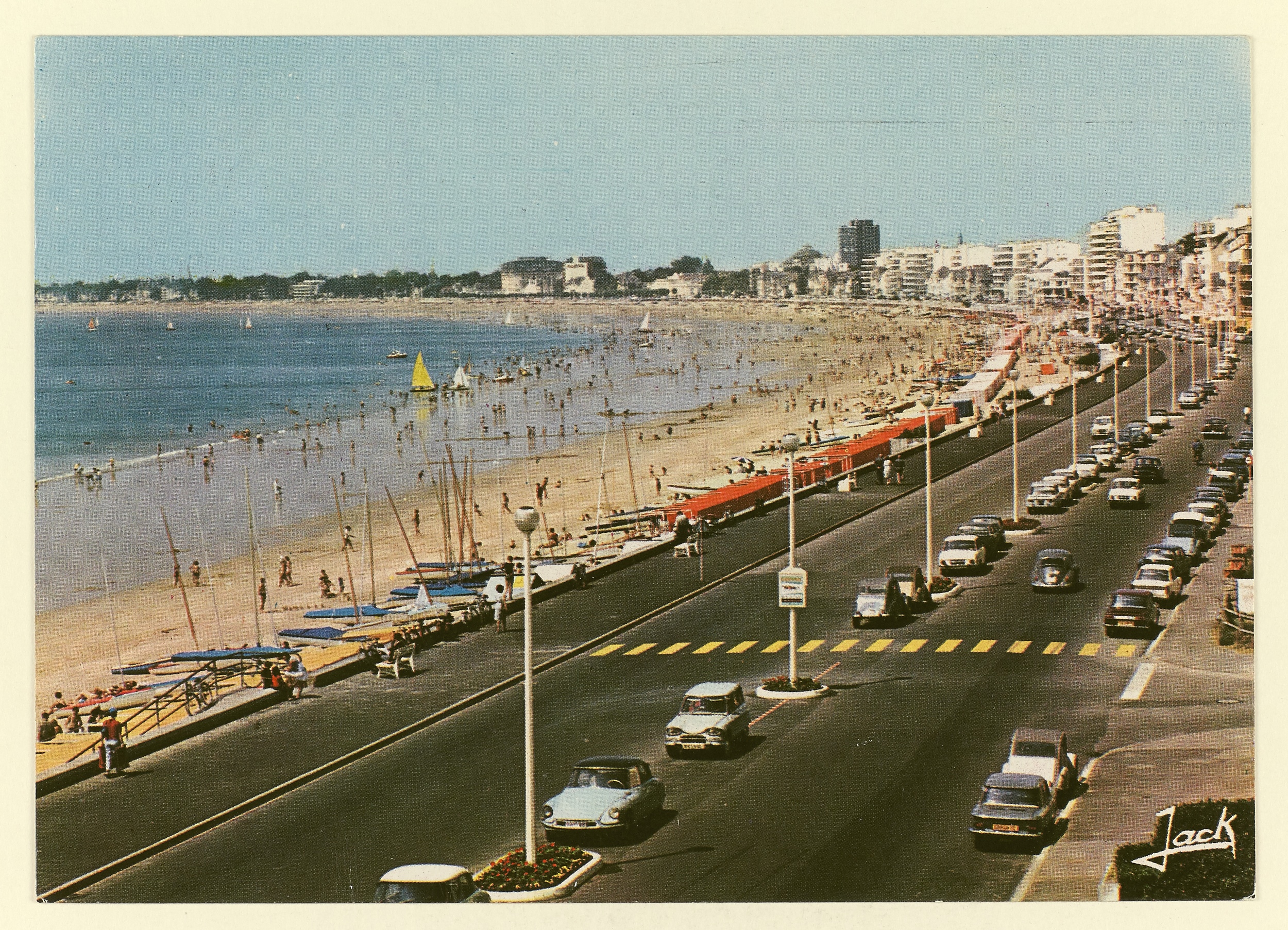
La voiture prend de l'importance, ici à La Baule.
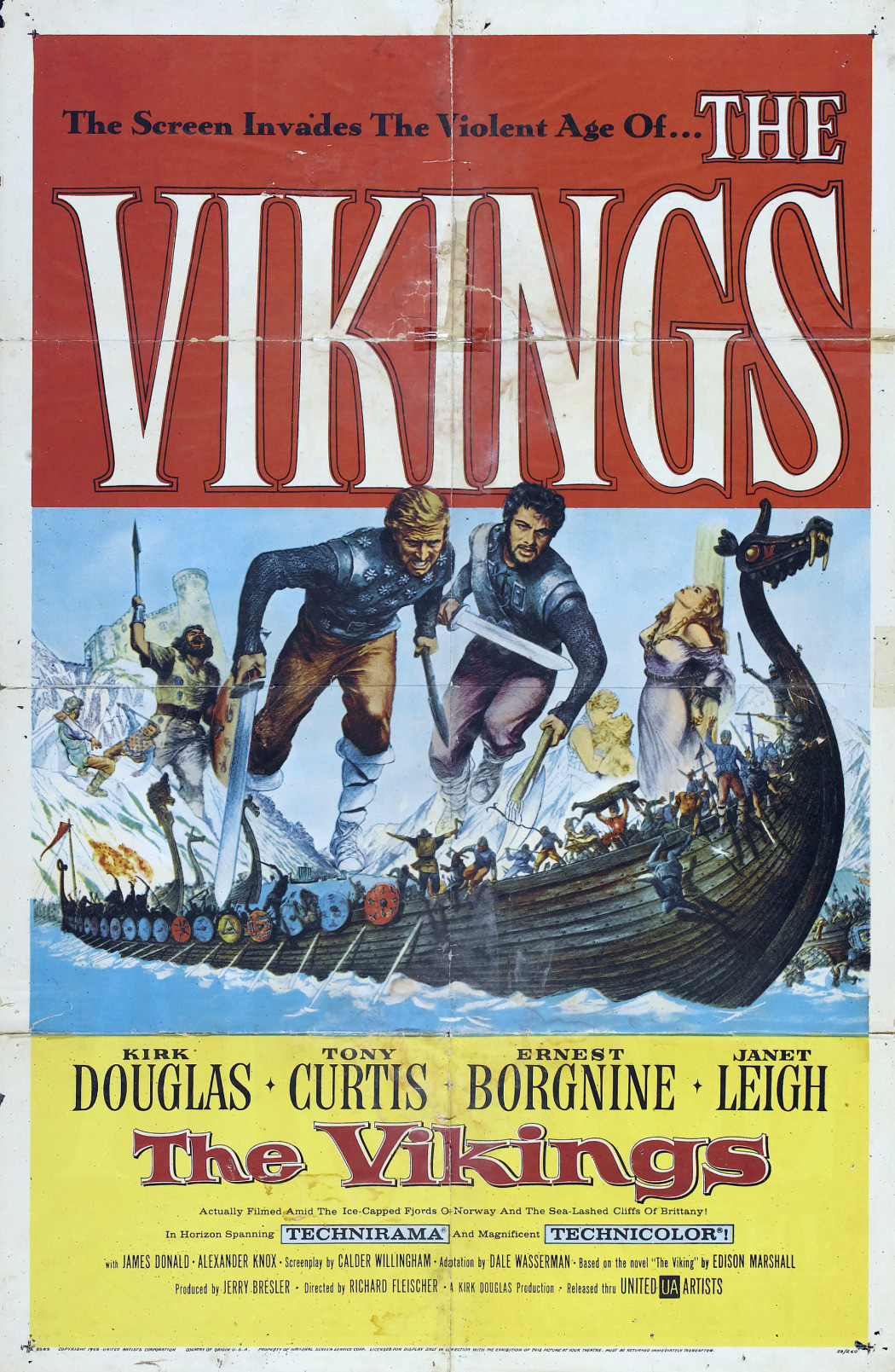
Des films tournés dans la région comme Les Vikings popularisent la Bretagne.

#### Les enjeux actuels

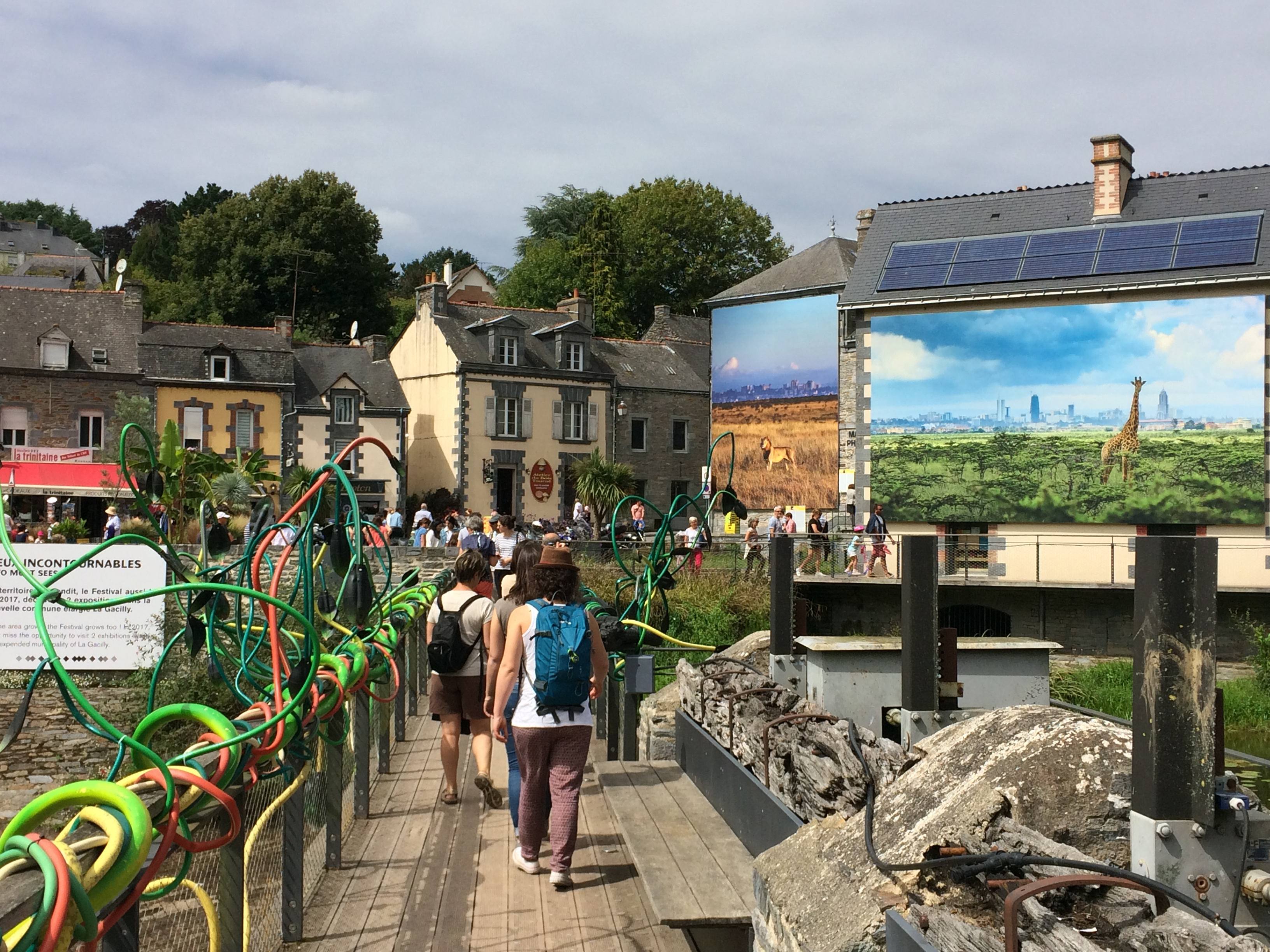
Le festival Photo La Gacilly, un des évènementiels artistiques apparu lors des années 2000.

La région doit faire face, lors des années 2000, à une série de phénomènes influant négativement sur la fréquentation. Des marées vertes récurrentes, des naufrages de pétroliers (Erika en 1999, Prestige en 2002) et des crises économiques donnent une mauvaise image de la région. Dans le même temps, la réduction du prix des transports induit par l'essor de l'aviation low-cost augmente la concurrence avec d'autres destinations touristiques, et la clientèle britannique délaisse la région pour d'autres destinations du sud de l'Europe. Au total, la Bretagne perd le tiers de sa clientèle étrangère entre 2000 et 2012. Ce phénomène est partiellement contrebalancé par la venue de touristes d'autres pays, notamment allemands, attirés par la popularité de Commissaire Dupin de Jörg Bong, ou chinois portés par la popularité de la série Fleurs et Brume.
La Bretagne bénéficie cependant d'une image qui reste positive auprès des touristes, et qui dispose d'une bonne notoriété au niveau international. Quelques festivals comme le festival des Vieilles Charrues et le festival interceltique de Lorient accèdent eux aussi à un certain niveau de notoriété à partir des années 2000. Des productions et des entreprises locales, réunies depuis 1993 dans l'association Produit en Bretagne, contribuent aussi à associer à la région une image positive. Une montée en gamme de l'offre est aussi proposée afin d'attirer une nouvelle clientèle. Des évènementiels liés aux arts voient ainsi le jour comme le festival Photo La Gacilly, le Fonds Hélène et Édouard Leclerc pour la culture à Landerneau, ou le domaine de Kerguéhennec.

## Cadre institutionnel

Carte de la destination Bretagne et de ses 10 aires structurantes, tel que défini par Atout France.

La région Bretagne partage avec les départements qui la composent des compétences dans le domaine du tourisme. Elle dispose d'une vice-présidente dédiée à cette problématique, et d'un service opérationnel, le Comité Régional de Tourisme de Bretagne. Ses actions se développent autour de 10 aires touristiques, englobant aussi des sites en Manche et en Loire-Atlantique, dans le cadre d'un contrat de destination établi avec Atout France,.
Au niveau des départements, les actions sont portées par des comités départementaux de tourisme. Plus localement, 60 offices du tourisme quadrillent le territoire, et disposent d'un budget annuel de 50 millions d'euros.
La région cogère aussi avec le centre régional de tourisme une marque territoriale, la « marque Bretagne ». Créée en 2011, et dotée d'un logotype censé représenter les valeurs associées à la région, elle est portée et déclinée localement par les territoires et les acteurs du tourisme,.

## Économie

### Retombées économiques

Les emplois liés au tourisme sont concentrés sur le littoral.

Les retombées économiques représentent en 2015 8 % du PIB régional. La région compte environ 13 millions de visiteurs tous les ans, dont un quart de touristes étrangers, principalement britanniques, allemands, et néerlandais. La région enregistre 100 millions de nuitées par an, dont les deux tiers dans le Finistère et le Morbihan. L'ensemble de ces bénéfices représente en 2015 près de 6,6 milliards d'euros injectés dans l'économie locale. L'activité est très saisonnière, concentrée principalement entre mai et septembre. Les emplois sont eux concentrés sur la côte et les grands pôles urbains.
Environ 29 % de ces retombées concernent en 2015 l'hébergement, et 22 % l'alimentation (14 % en cafés et restaurants, et 8 % en grandes surfaces). La région offrant de nombreuses possibilités de loisirs gratuits (sites naturels, intérieurs ou côtiers), les dépensent en musées, spectacles, ou parcs d'attractions restent plus faibles que la moyenne nationale. Les dépenses de déplacements sont elles aussi plus faibles que la moyenne nationale (21,5 % contre 30 %) en raison de l'absence d'autoroutes payantes. La Bretagne est cependant la première région française concernant la vente de bateaux de plaisance, et les ventes de camping-car y sont plus élevées.
En 2015, le tourisme génère environ 66 000 emplois directs qui présentent une forte saisonnalité, évoluant entre 31 300 emplois en janvier, et jusqu'à 68 500 emplois en août. Cette saisonnalité de l'emploi est aussi beaucoup plus marquée dans le Finistère (variation de 8 900 à 20 400 emplois) et le Morbihan (variation de 7 700 à 19 200 emplois). L'hébergement et la restauration concentrent près de 61 % de ces emplois. Ces secteurs offrent des débouchés pour les jeunes et les personnes à faibles niveaux de formation. Le salariat est majoritairement féminin (54 %). Ce secteur se caractérise par une précarité de l'emploi, de faibles possibilités d'évolution de carrière, et un salaire moyen inférieur à celui du reste du secteur marchand.

### Sites d'hébergement
La région dispose d'un réseau d'hébergements diversifié. Elle compte en 2020 environ 1 000 hôtels de tourisme, 750 campings, ainsi qu'environ 10 000 meublés et chambres d'hôtes.

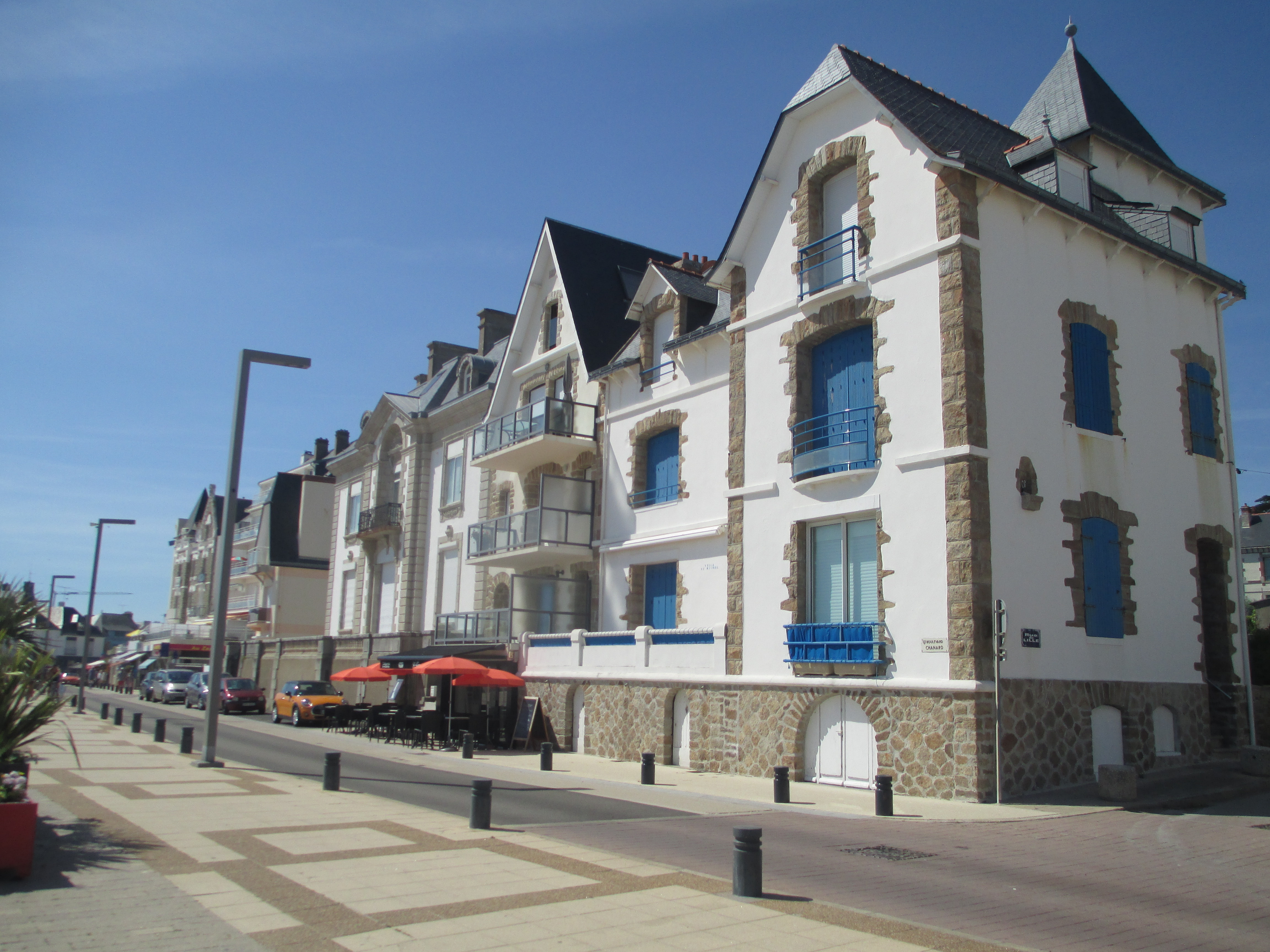
Résidences secondaires à Quiberon, identifiables à leurs volets clos hors-saison.

Des sites d'hébergement comme Airbnb sont aussi actifs dans la région. Ce dernier propose en 2017 près de 21 000 hébergements, la plupart répartis sur la côte, et a touché l'année précédente 410 000 voyageurs, pour des retombées économiques estimées à 261 millions d'euros, soit 1 900 euros par hébergement. Cet essor a entrainé localement des phénomènes de surtourisme comme à Saint-Malo ou à Douarnenez, rendant l'hébergement inabordable pour la population locale, ou entraînant une baisse de la qualité de vie locale.
La région compte aussi environ 8 % de résidences secondaires, soit le 5e plus fort taux des régions françaises. Celles-ci sont concentrées sur le littoral, et dans certaines villes le taux peut monter à plus de 80 %. Elles sont occupées en moyenne 139,5 jours par an et génèrent chacune 11 350 € de retombées annuelles. Leur nombre est source de critiques, et elles sont accusées d'accroître les prix de l'immobilier, au point de les rendre inabordables pour les résidents locaux.

### Commerce
Le tourisme dans la région donne lieu à la production et à la vente de souvenirs visant la clientèle touristique. Le bol breton est l'un des produits les plus vendus. Dans le domaine vestimentaire, les vareuses, cirés jaunes, marinières, et vêtements à motifs bretons sont les plus populaires. Au niveau alimentaire, il s'agit de produits gastronomiques comme le kouign-amann ou les conserves de produits marins, ou encore les whiskies bretons et les cidres bretons.
La pratique touristique est aussi à l'origine de l'essor des crêperies, notamment à partir des années 1970. Sur environ 4 000 établissements de ce type recensés en France, 1 600 à 1 800 sont implantés en Bretagne.

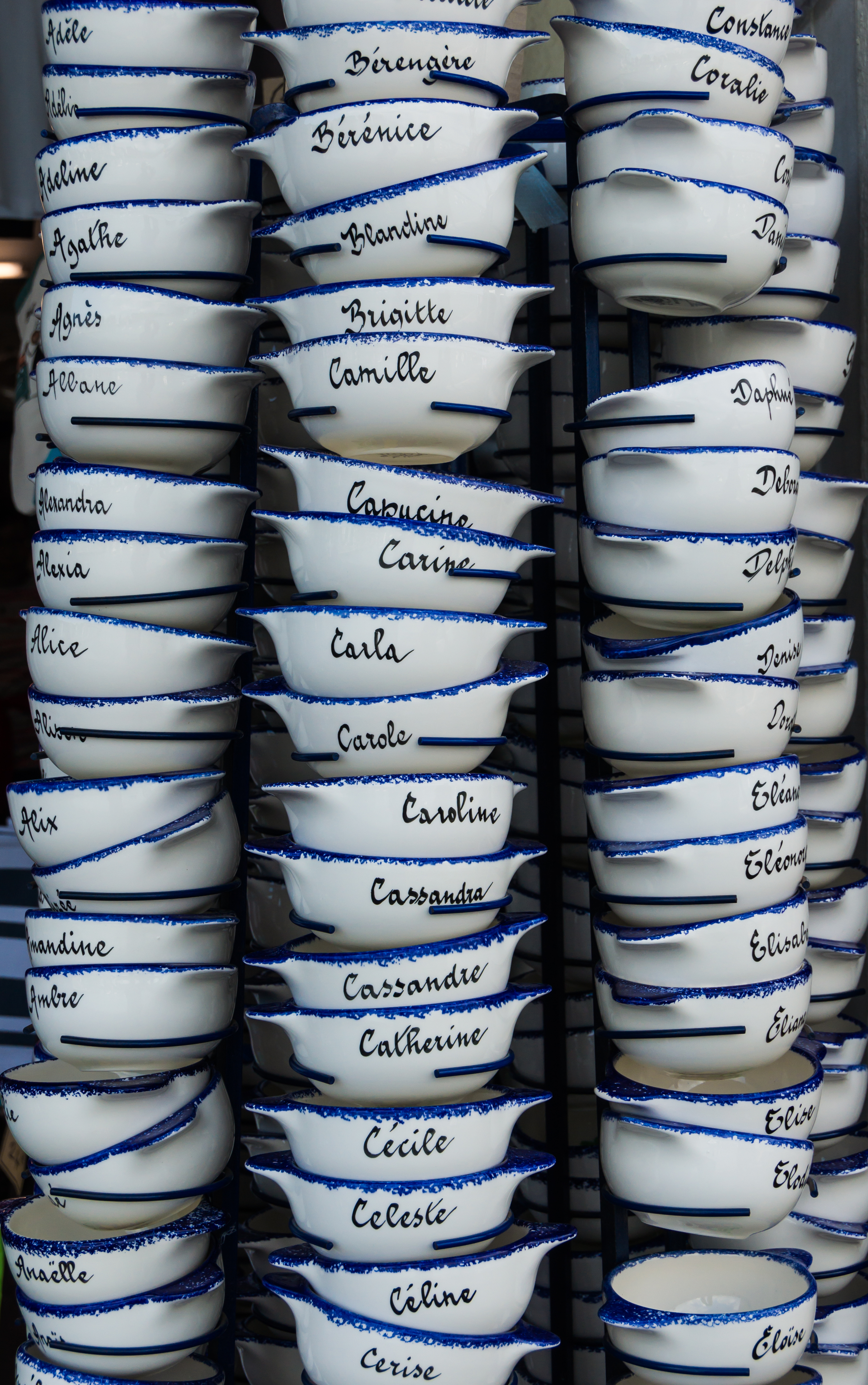
Bols bretons.
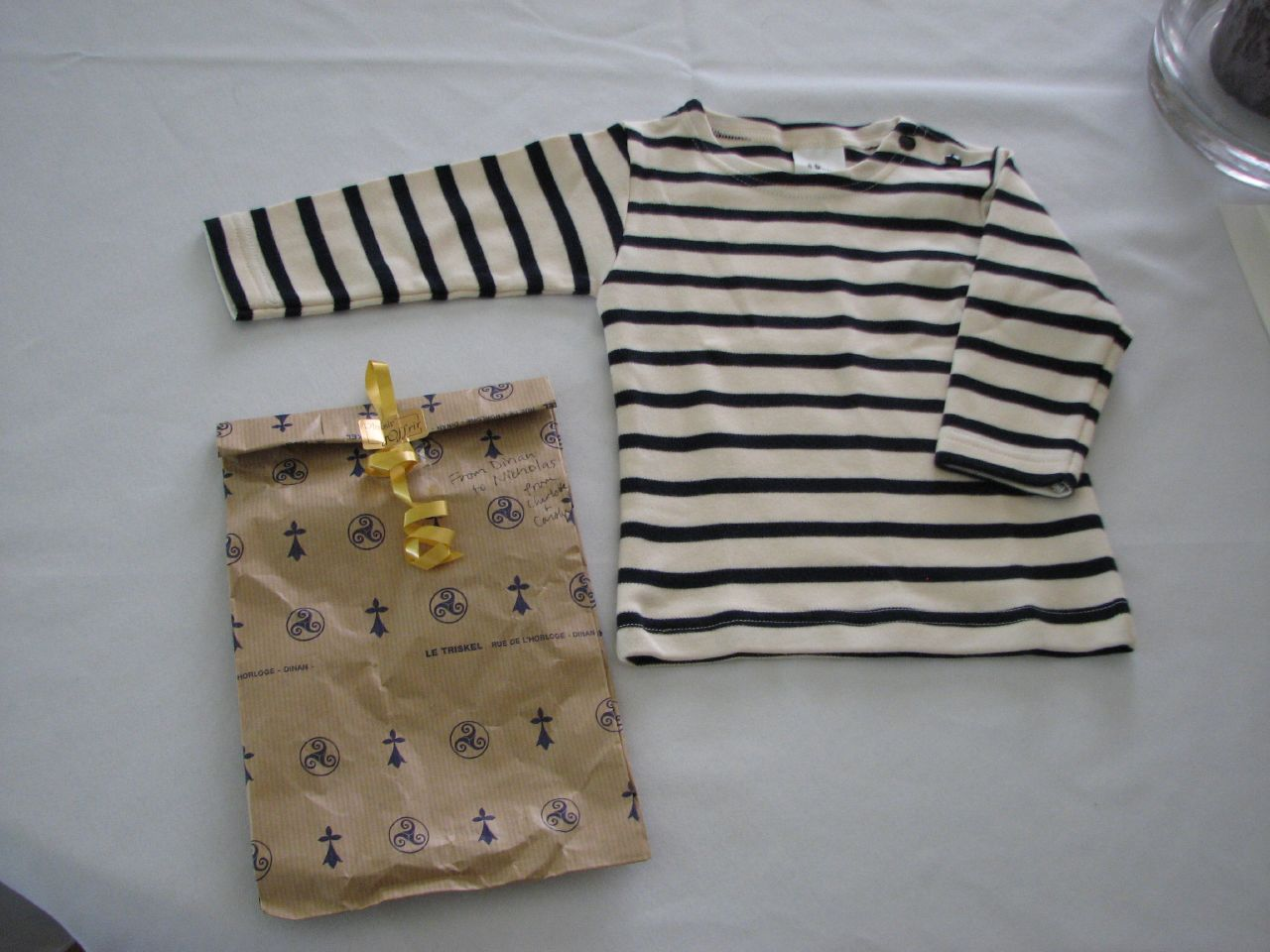
Marinière.
Cidre breton.
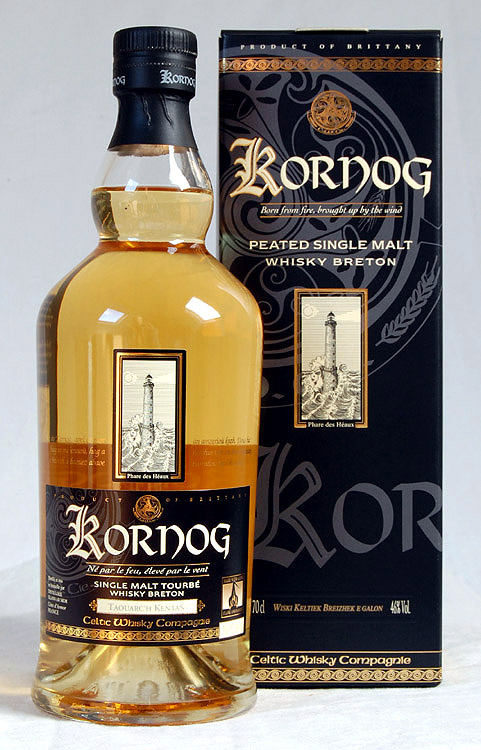
Whisky breton
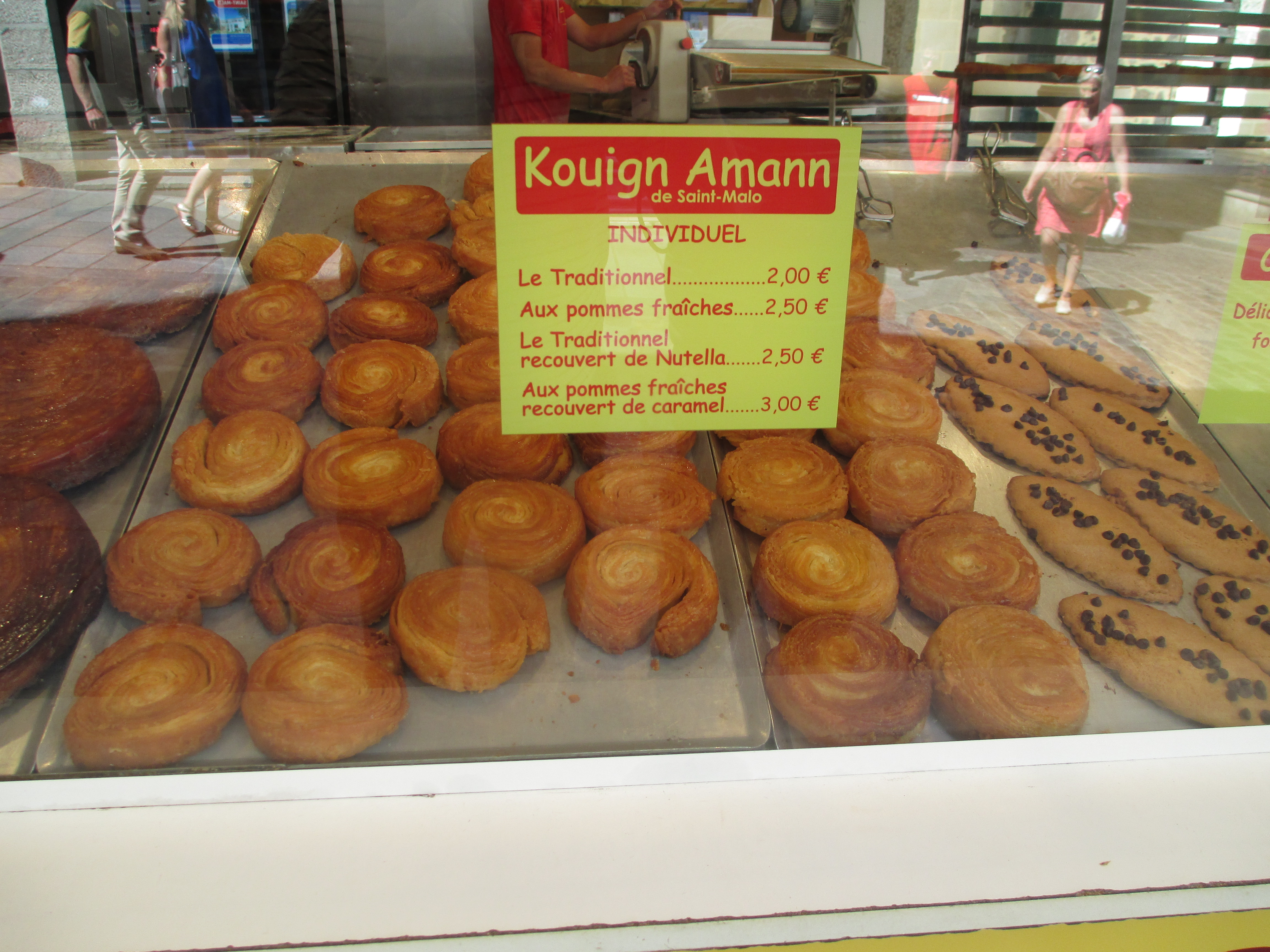
Kouign-amann

## Typologie du tourisme local

### Tourisme urbain

Principaux pôles urbains et les destinations touristiques proches.

Les sept plus grandes villes de la région Bretagne connaissent une forme de tourisme urbain, souvent sur la forme d'un city break de quelques jours. Les unités urbaines de Rennes, Brest, Saint-Malo, Lorient, Quimper, Vannes, et de Saint-Brieuc concentrent ainsi la moitié de l'offre hôtelière de la région, tout en étant desservies par une offre complète de transports (LGV Bretagne pour toutes ces villes, pôles aéroportuaires à Brest et Rennes, gare maritime de Saint-Malo reliant le Royaume-Uni).
Le tourisme culturel s'y développe. La mise en valeur de leur patrimoine architectural classe la plupart de ces sept villes dans le réseau Villes et Pays d'art et d'histoire, et certaines peuvent bénéficier de la proximité de sites du patrimoine mondial de l'UNESCO (tour Vauban pour Brest, mont Saint-Michel pour Saint-Malo, alignements de Carnac pour Vannes). L'attractivité des musées est plus en retrait, aucune structure de la région n'enregistrant plus de 100 000 visiteurs par an pour ses expositions permanentes. Certains sites se démarquent cependant en dépassant ce seuil lors des expositions temporaires (musée départemental breton à Quimper, Fonds Hélène et Édouard Leclerc pour la culture à Landerneau, près de Brest).
Ces activités sont souvent complétées par du shopping, les villes de Rennes et de Saint-Malo représentant le gros de cette offre, ou des excursions vers leurs arrière-pays, notamment pour du tourisme patrimonial et/ou maritime, ou vers les principaux festivals de la région.

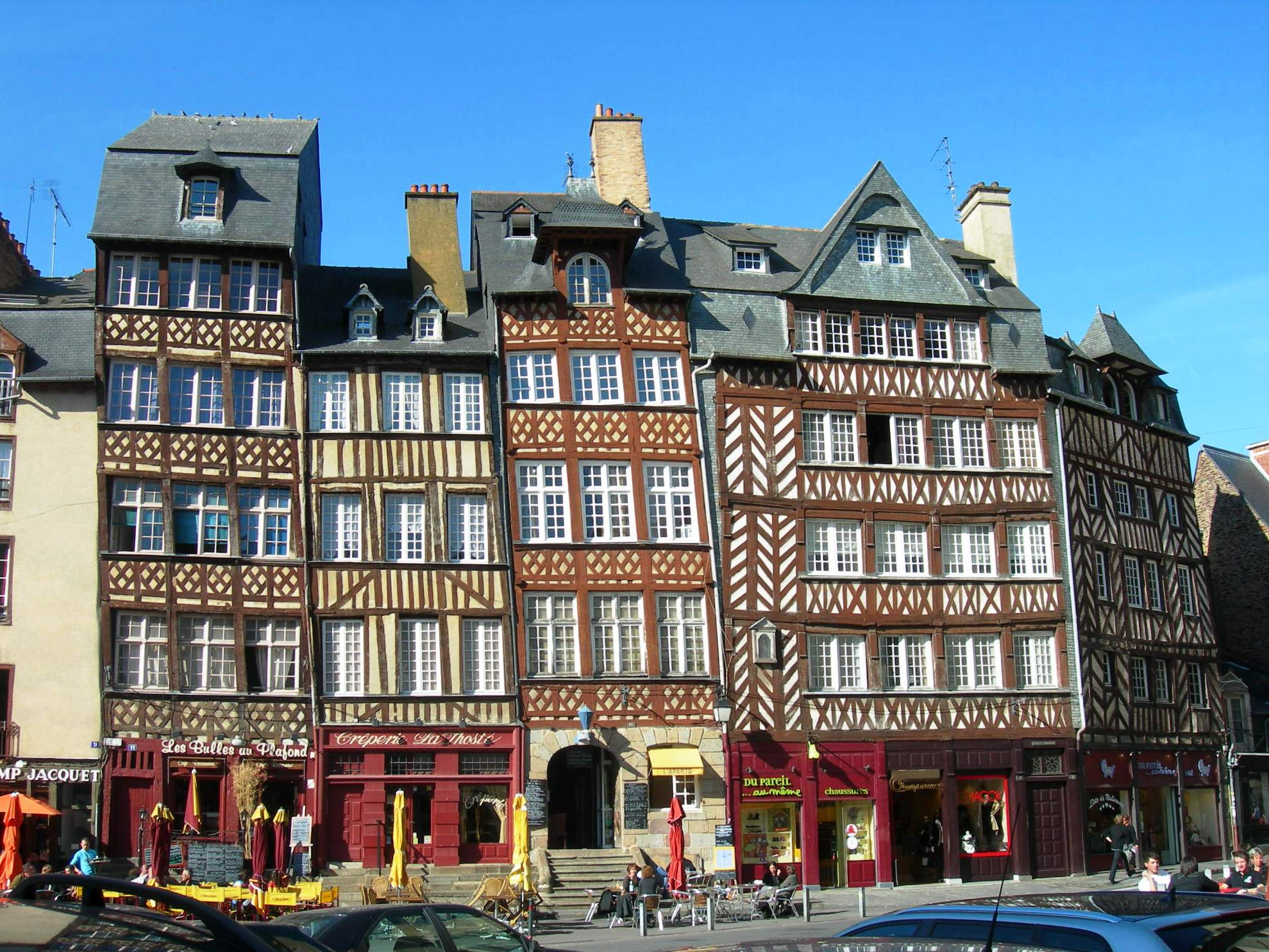
Rennes.
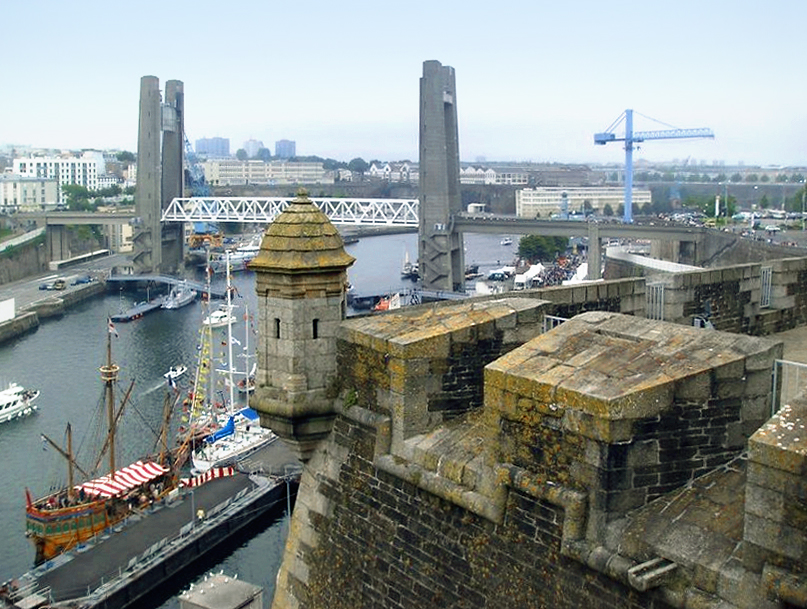
Brest.
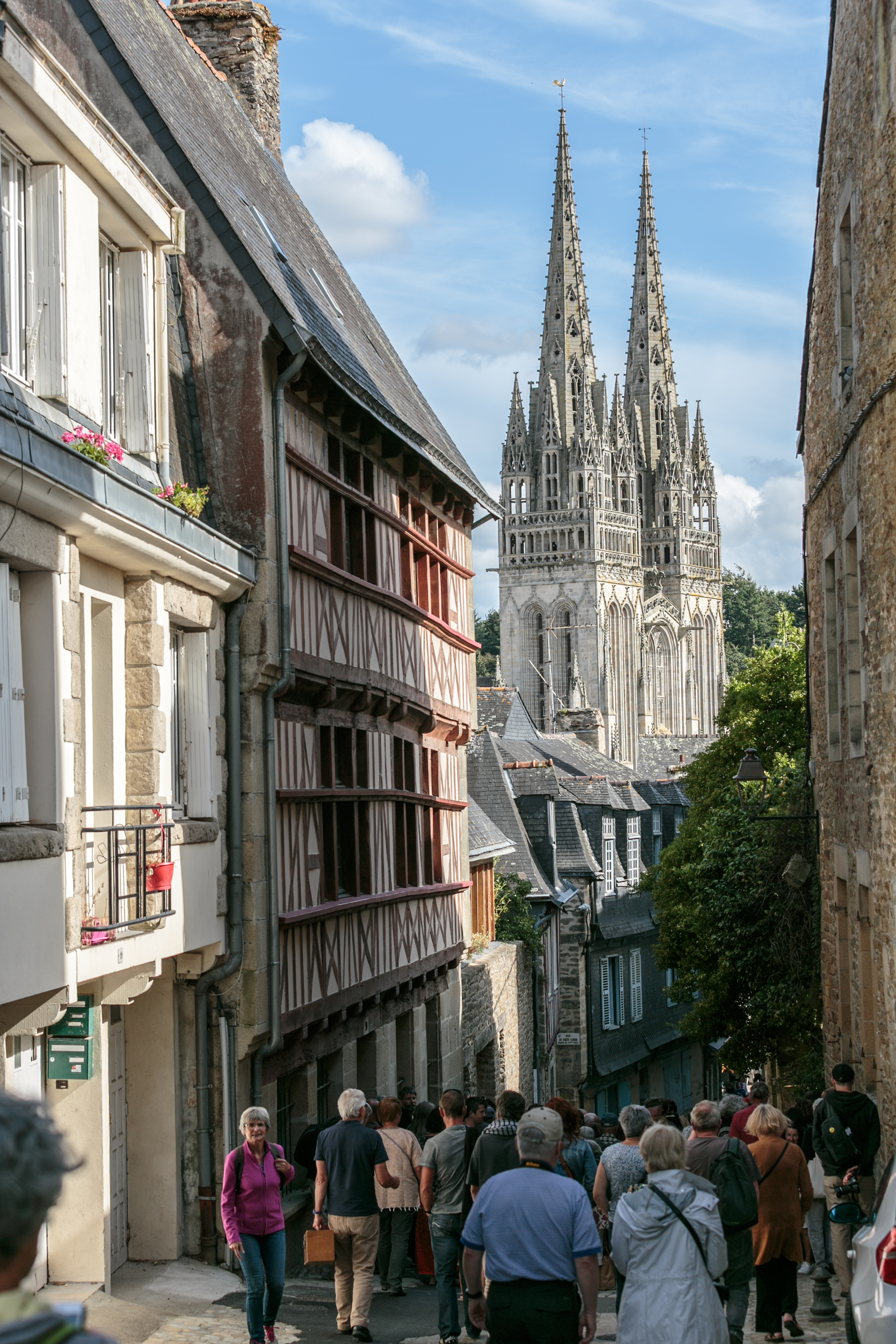
Quimper.
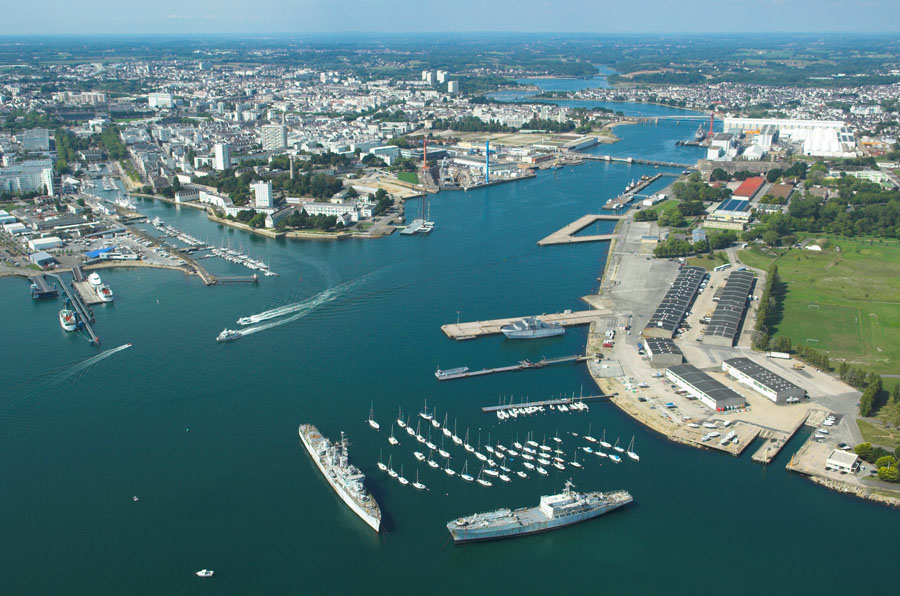
Lorient.
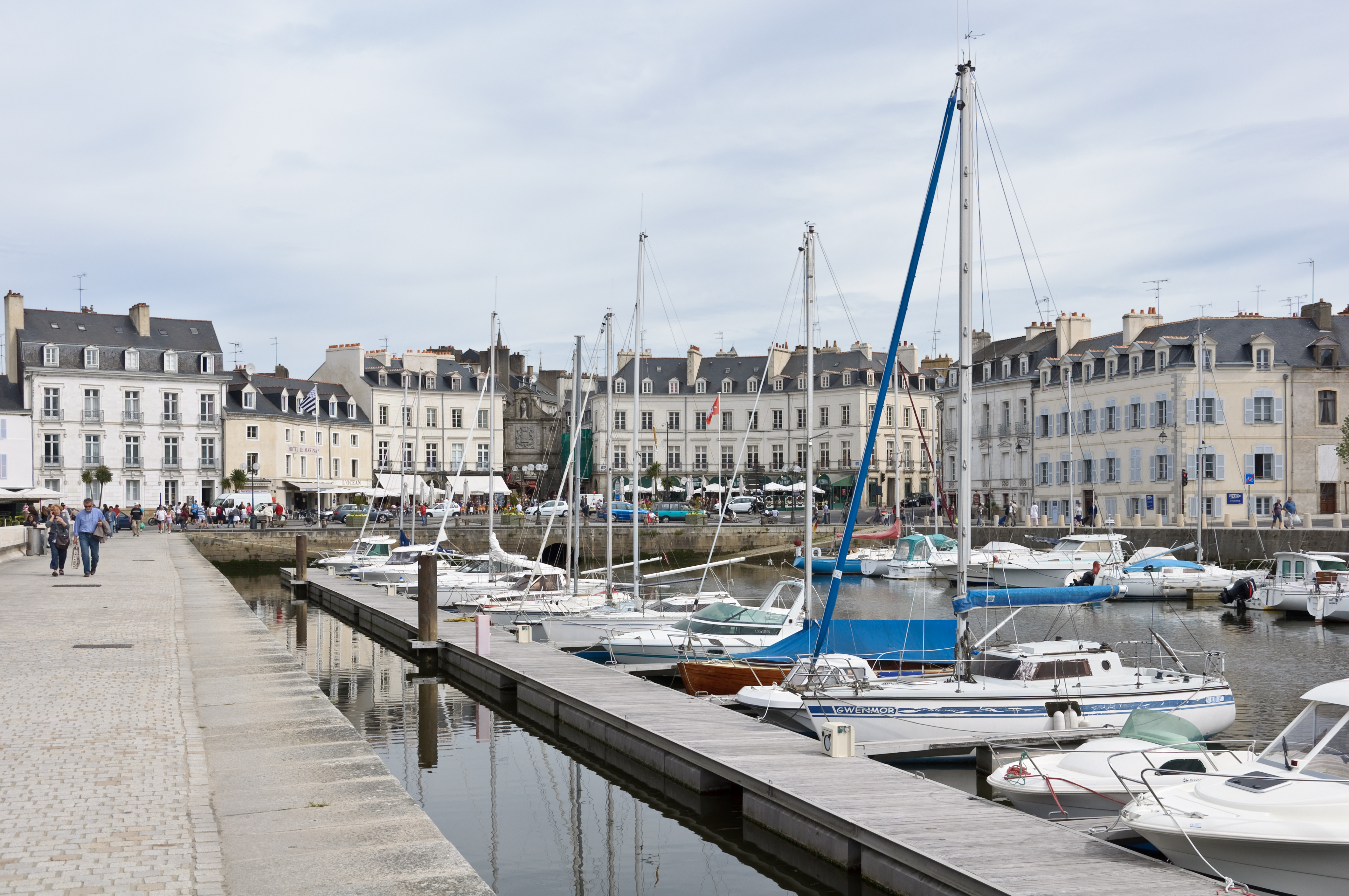
Vannes.
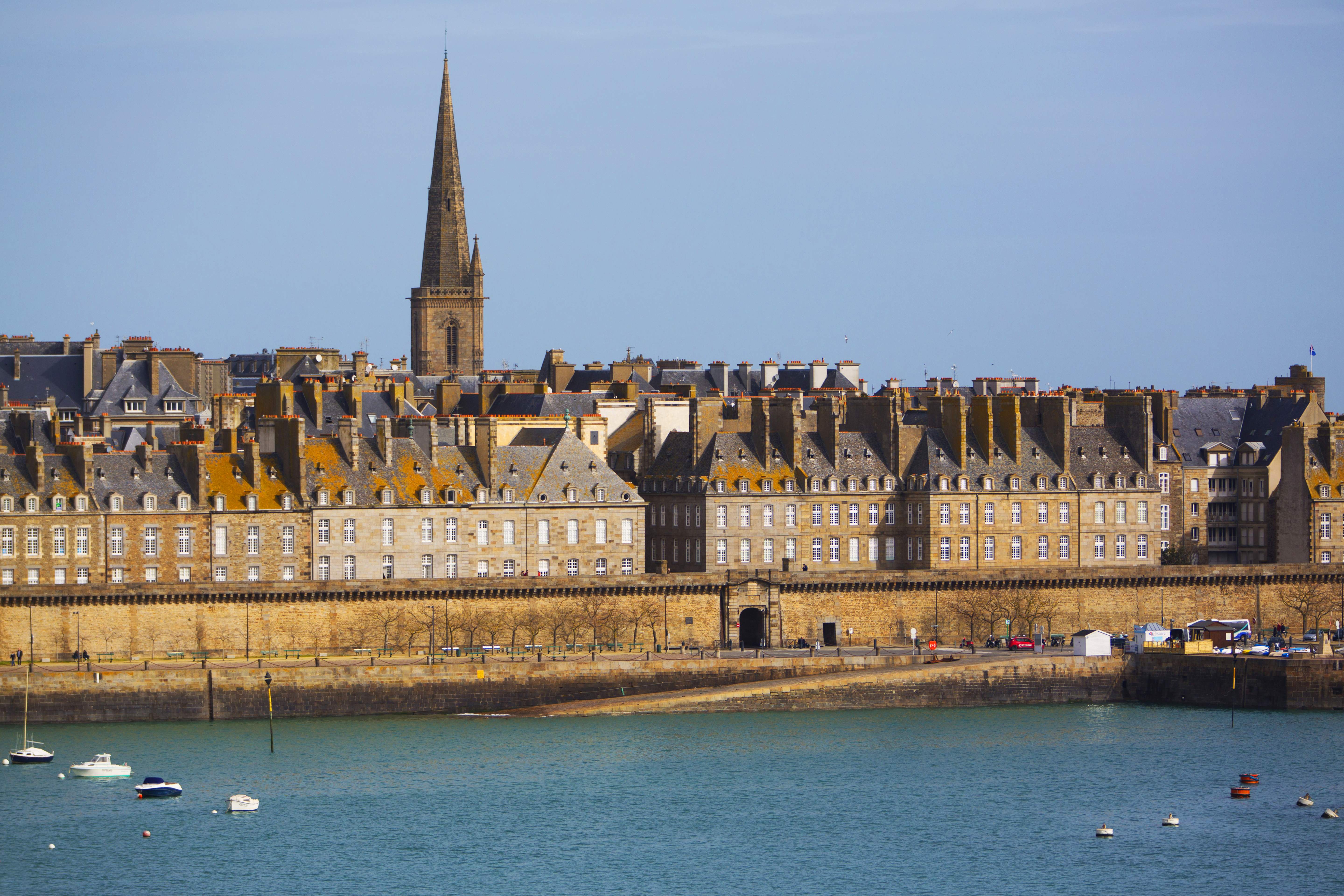
Saint-Malo.
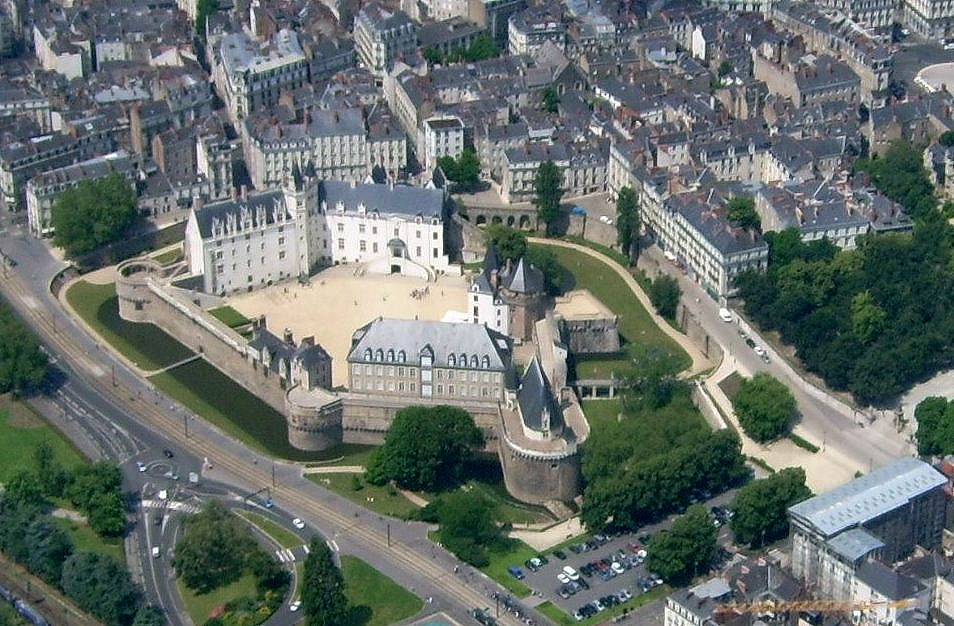
Nantes.

### Tourisme maritime
La région compte 2 700 km de façade maritime, soit 42 % du littoral français, ce qui influe grandement sur son attractivité touristique. Le tourisme nautique y est très implanté, la région concentrant dans 114 ports littoraux quelque 43 800 places de bateaux en 2015, soit 23 % des emplacements nationaux. La région arrive ainsi au second rang français, juste derrière la région PACA, et dispose avec la Sailing Valley du principal tissu d'entreprises nautiques en France.
Des sites touristiques s’appuient sur ce caractère maritime en mettant en avant sa faune et sa flore (Océanopolis de Brest, Grand aquarium Saint-Malo), son caractère patrimonial (musée national de la Marine de Brest, musée de la Compagnie des Indes à Port-Louis), naval (cité de la voile Éric Tabarly à Lorient), ou au travers d'un réseau dense de stations balnéaires. D'autres sites peuvent tirer parti de phénomènes maritimes s'y déroulant (grandes marées de la digue du Silon à Saint-Malo, houle pour le surf à la pointe de la Torche). Plus largement, la région dispose dans son offre touristique de nombreuses îles et plages.
Cette thématique se retrouve aussi lors d'événements annuels ou pluriannuels. Certains départs de courses au large peuvent aussi attirer plusieurs centaines de milliers de visiteurs (trophée Jules-Verne à Brest, Route du Rhum à Saint-Malo, étapes de la The Ocean Race à Lorient), de même que certaines fêtes maritimes (fêtes maritimes de Brest, Semaine du Golfe dans le golfe du Morbihan).

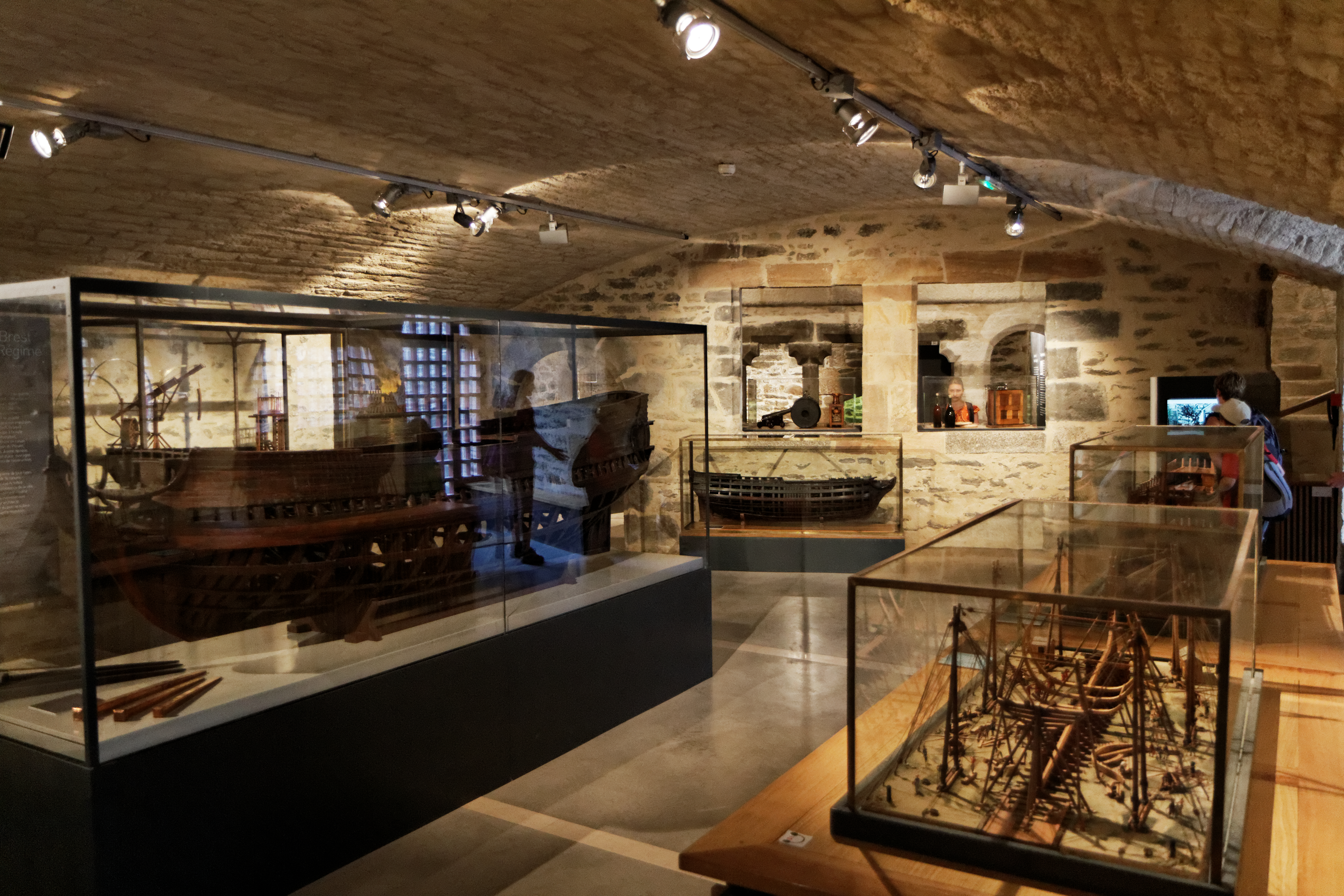
Salle du musée national de la Marine de Brest.
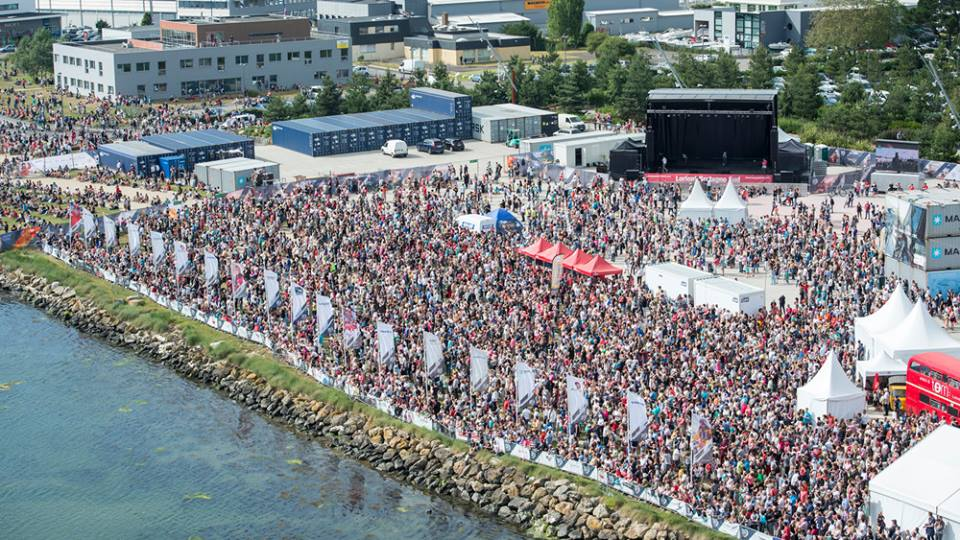
Visiteurs lors de The Ocean Race 2012 à Lorient.
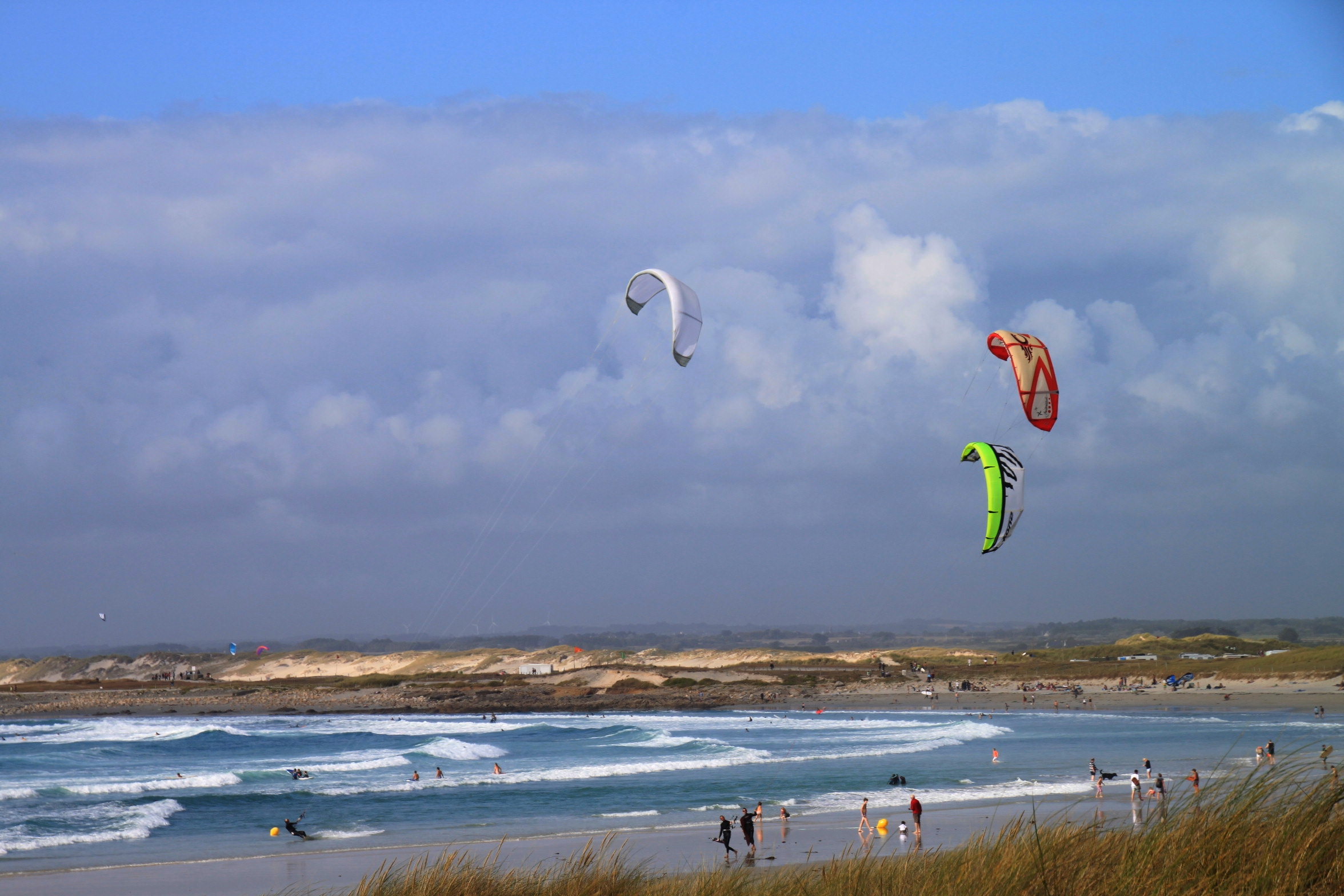
Kitsurf sur la pointe de la Torche.
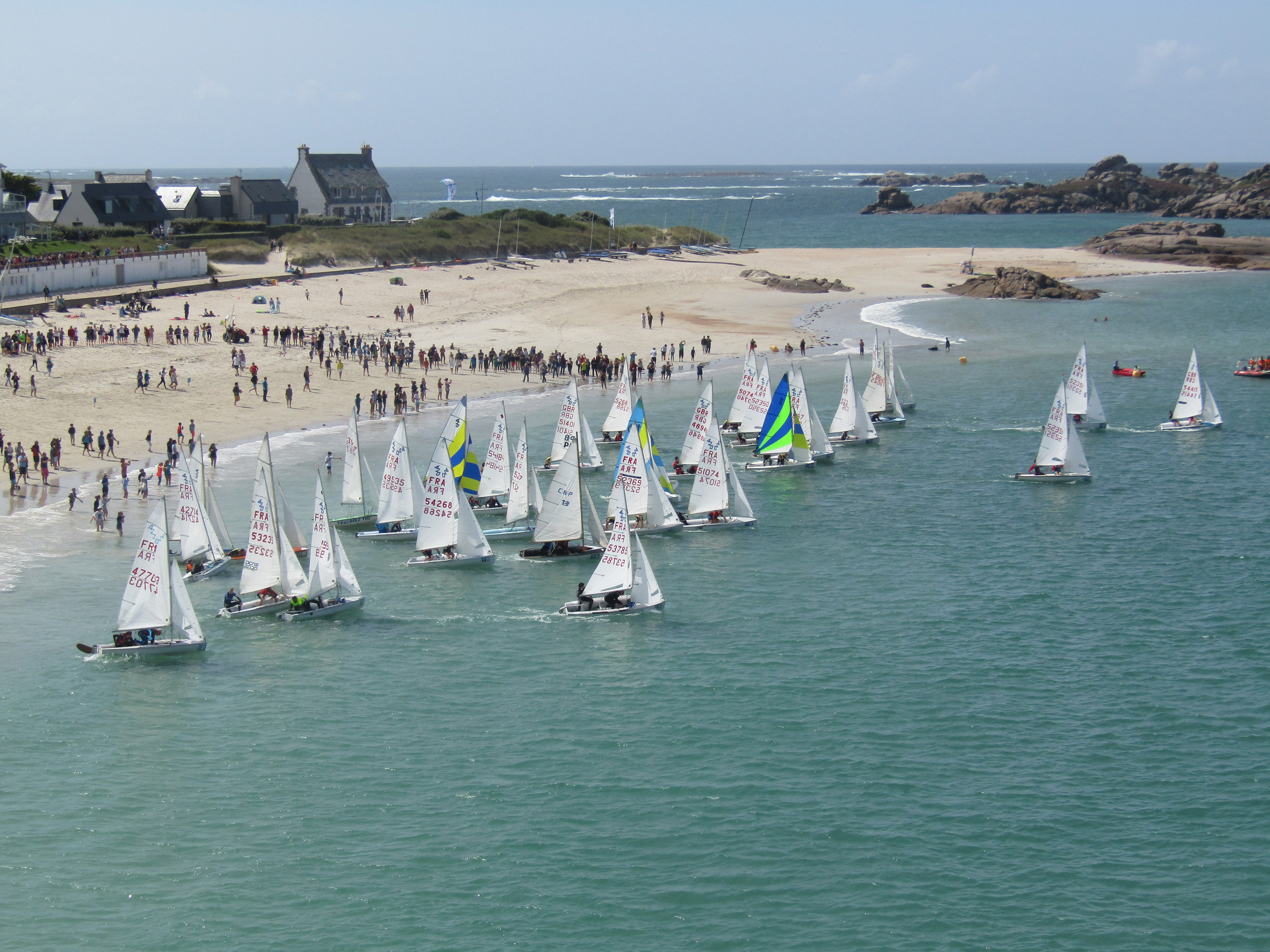
École de voile à Trégastel.

### Tourisme vert
Le tourisme fluvial se concentre en Bretagne autour des trois principaux axes : le canal de Nantes à Brest, le canal d'Ille-et-Rance et la Vilaine, et le long du Blavet, pour un total de 675 km de voies navigables. 3 480 mouvements de bateaux y sont enregistrés en 2018, pour des séjours moyens de 15 jours. Ce mode de déplacement est souvent combiné avec d'autres modes de déplacements doux comme le vélo ou la marche, la navigation fluviale comptant pour 9 de ces 15 jours. La clientèle est pour un tiers étrangère. Au sein de la clientèle française, les habitants de la région Bretagne et des Pays de la Loire comptent pour 2/3 des visiteurs. Les retombées économiques sont estimées à 7,3 millions d'euros en 2018.
La région compte un peu plus de 2 000 km de voies vertes et de pistes cyclables en 2018, dont 54 % en sites propres, et le reste en sites partagés. Ceux-ci permettent un usage piéton ou cycliste. La fréquentation est estimée à 5,4 millions de sorties en 2018, dont 4 millions pour les excursionnistes, et 1,4 million pour les touristes. Les trois-quarts de ces trajets ont lieu à pied, et un quart à vélo. Les retombées économiques annuelles sont estimées à 120 millions d'euros en 2018. La fréquentation est concentrée sur la route littorale sud (V5), sur l'EuroVelo 1 et l'EuroVelo 4.
La randonnée pédestre est aussi représentée, notamment au travers du sentier de grande randonnée 34 qui relie le long de la côte le Mont-Saint-Michel à Saint-Nazaire en 1 700 km. Fréquenté par 9 millions de personnes tous les ans, il génère environ 202 millions d'euros de retombées annuelles.

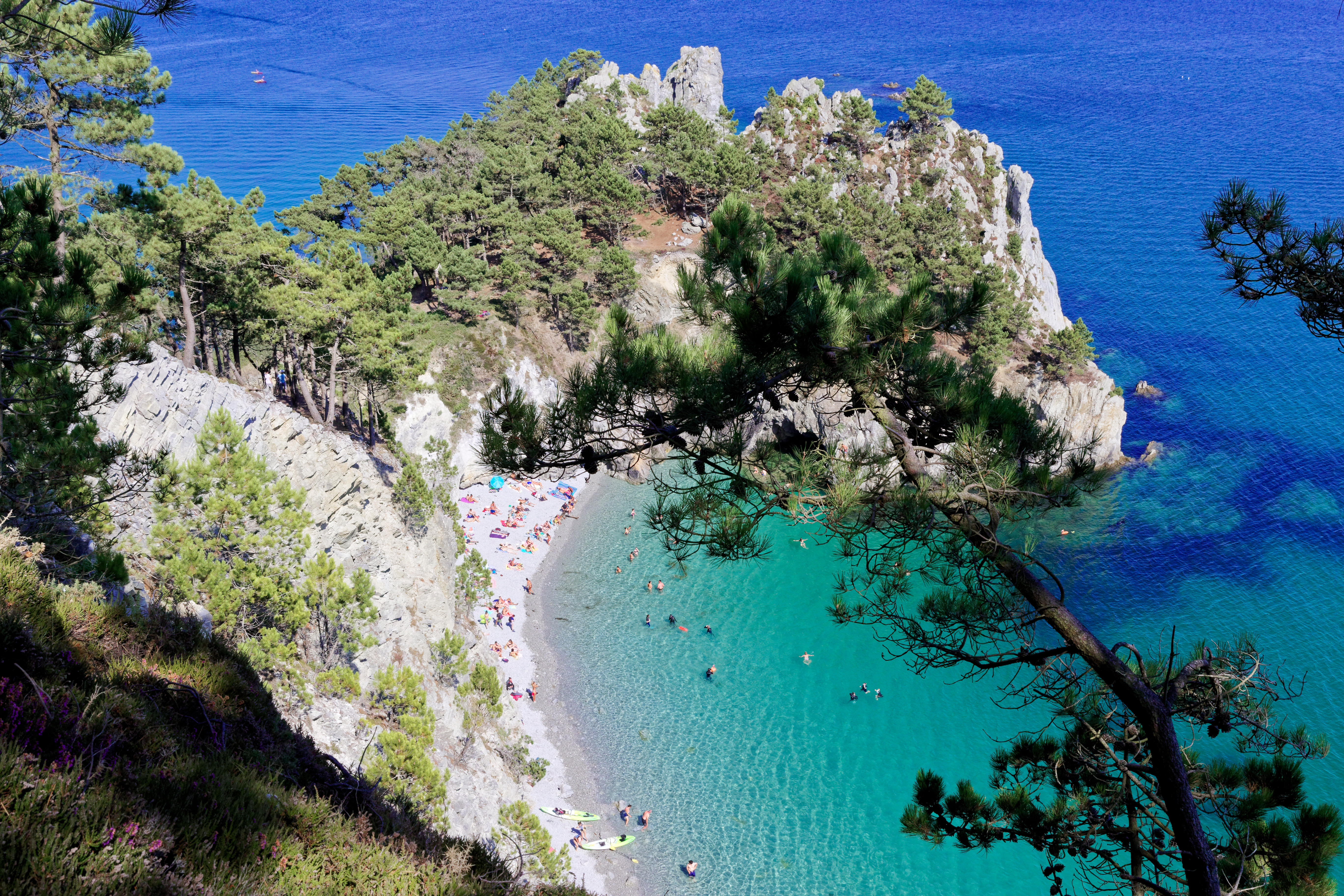
La pointe de Saint-Hernot ou l’île Vierge, avec sa petite crique et sa plage, entre Morgat et le cap de la Chèvre, site traversé par le GR 34.
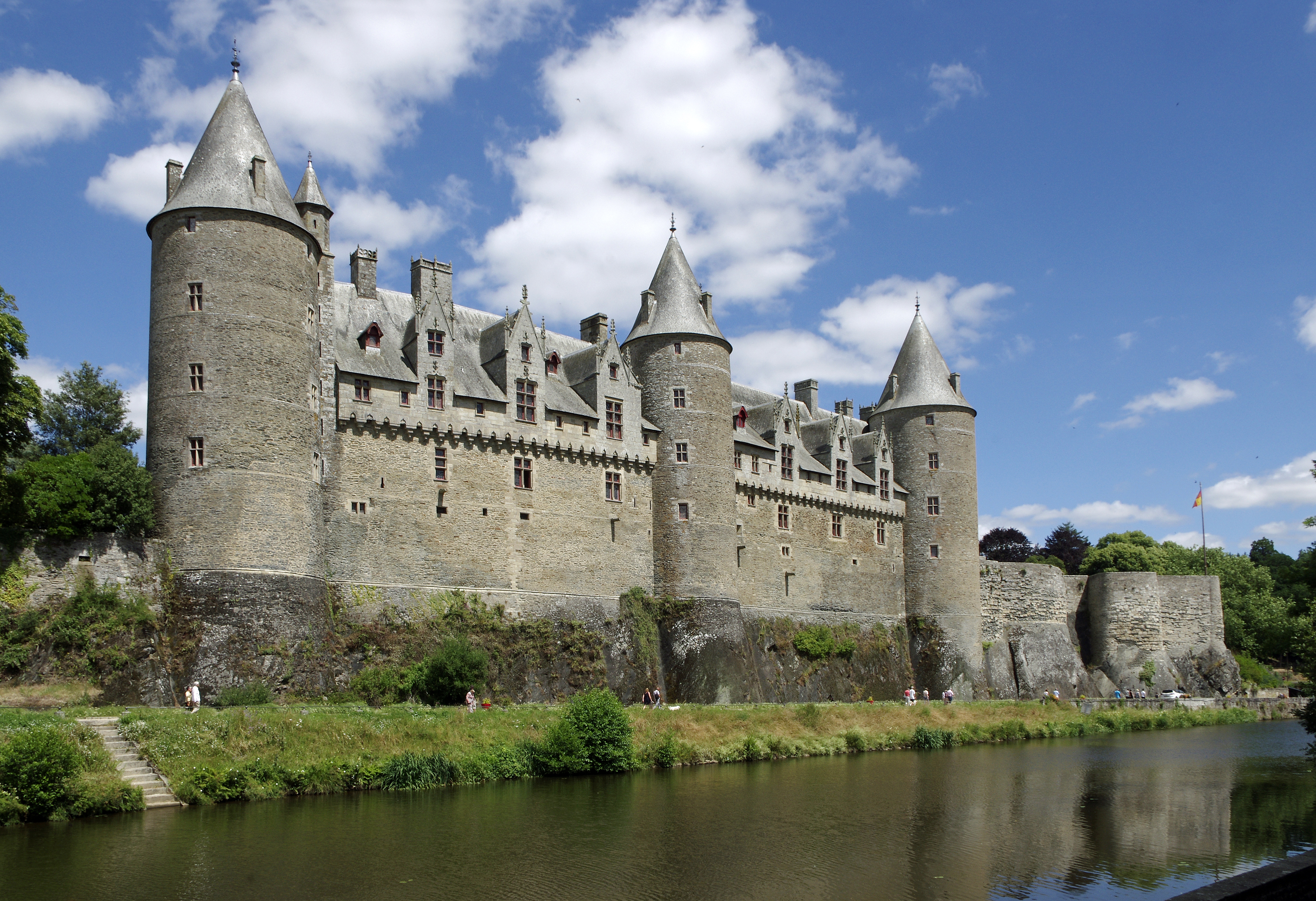
Château de Josselin surplombant le canal de Nantes à Brest.
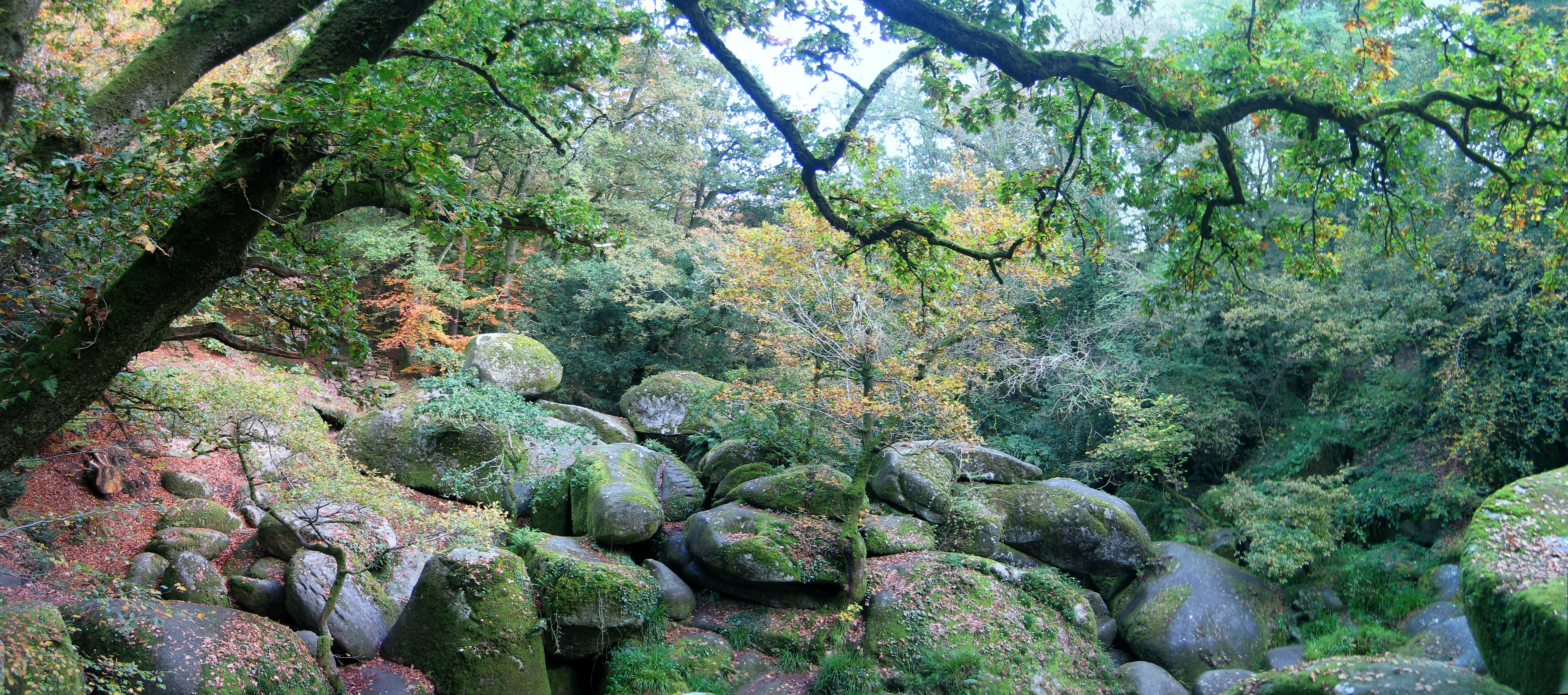
Chaos d'Huelgoat, site de randonnée des monts d'Arrée.
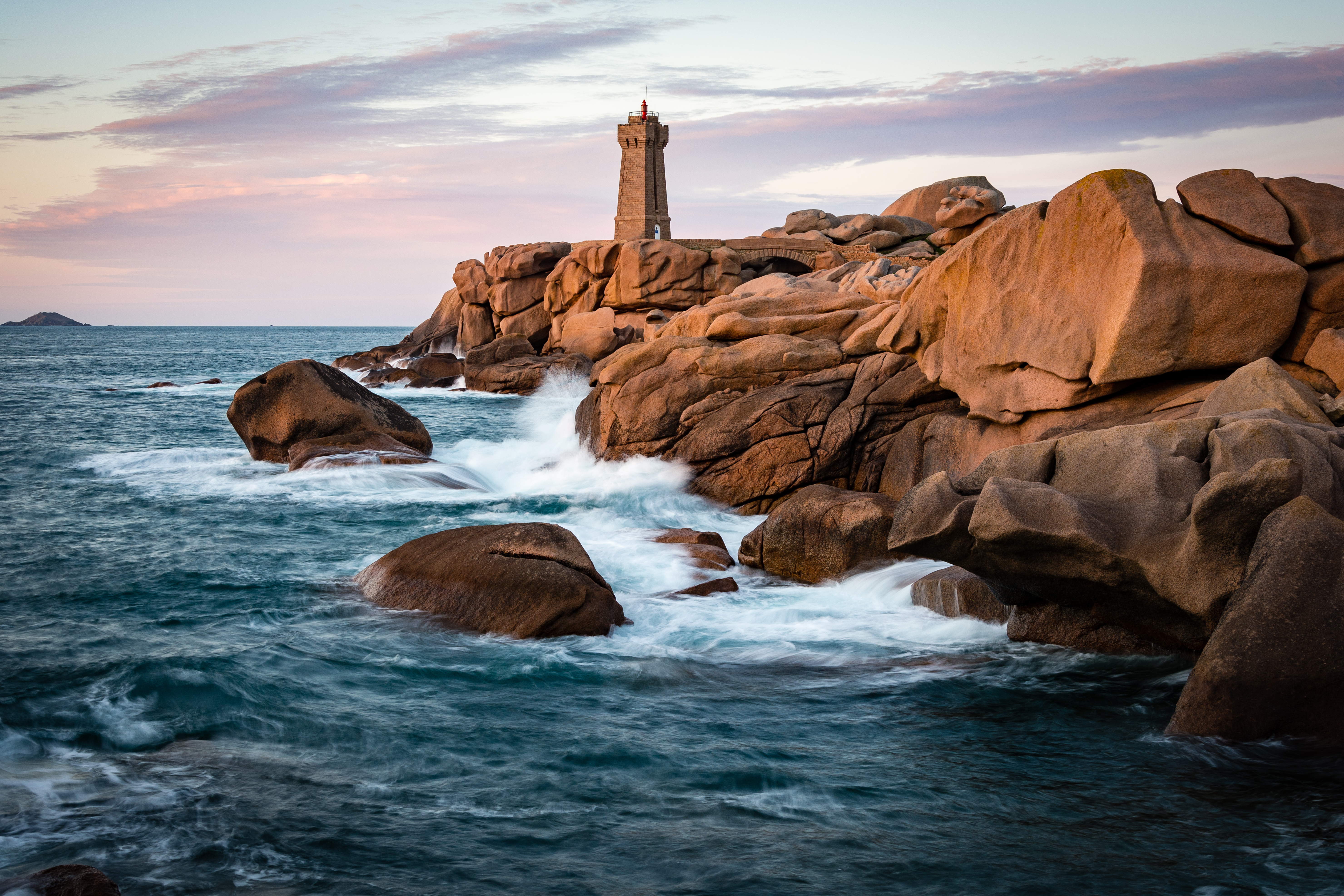
Phare de Ploumanac'h sur le GR 34.

### Tourisme d'affaires

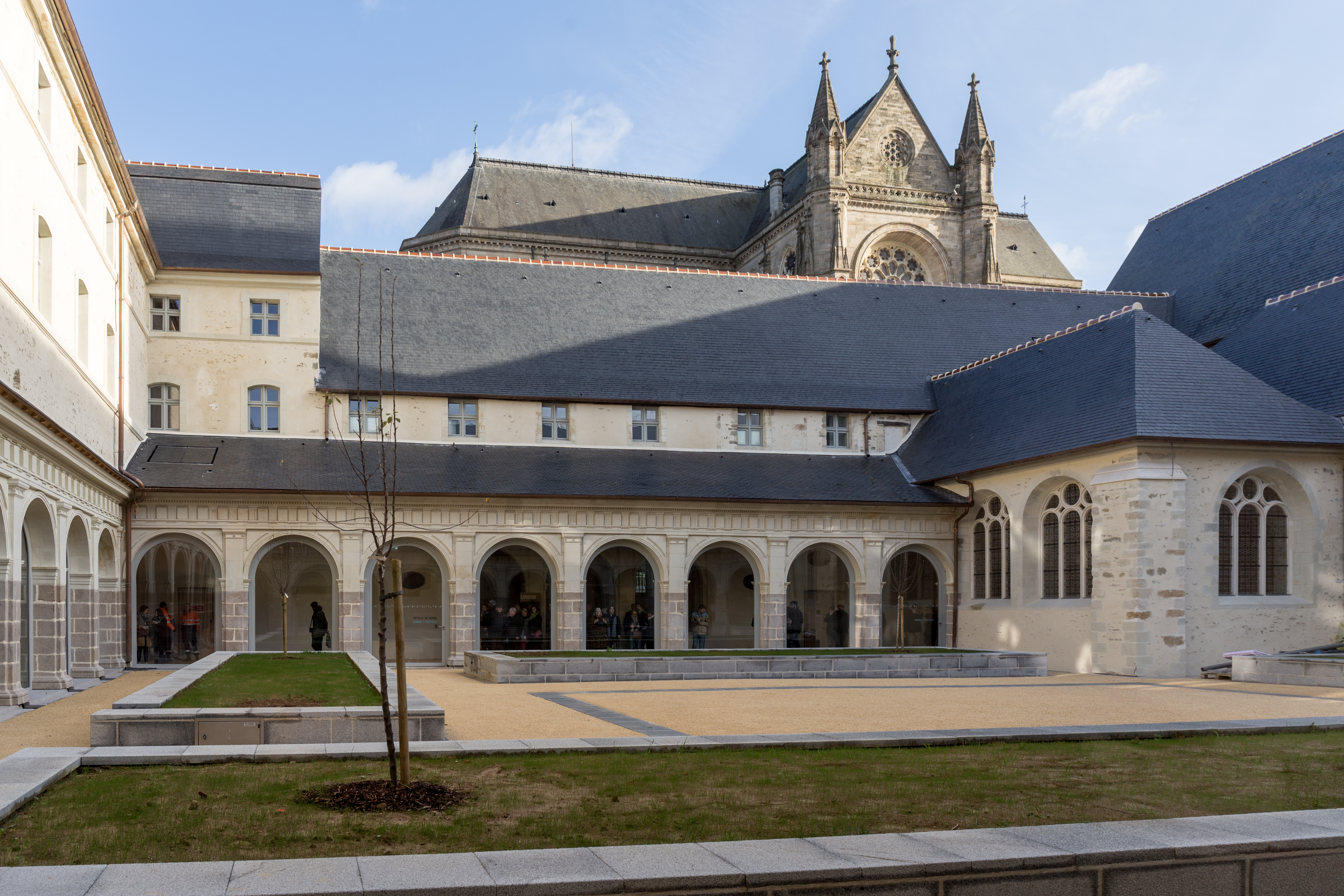
Le couvent des Jacobins à Rennes, le plus récent des grands pôles d'accueil du tourisme d'affaires en région Bretagne.

Quelques villes concentrent la plupart des grands équipements d'accueil dédiés spécifiquement au tourisme d'affaires : couvent des Jacobins à Rennes, ou palais du grand large à Saint-Malo. La plupart des rencontres professionnelles se tiennent cependant dans des lieux d'hébergement (hôtels, gites…).
La moitié des nuitées enregistrées dans les sept principales aires urbaines de la région sont liées au Tourisme d'affaires, à l'exception de Saint-Malo qui reste dominée par le tourisme d'agrément. Le coût moyen enregistré est de 54 euros par jour et par participant. Environ 32 % de ces événements sont récurrents d'une année à l'autre.
Lors du premier semestre 2018, l'Ille-et-Vilaine concentre un peu moins de la moitié des 16 000 événements professionnels enregistrés. Ceux-ci sont composés à 88 % de réunions d'entreprises ou de conventions. 56 % des organisateurs proviennent de la région, pour 17 % venant l'Île-de-France, 15 % du Grand Ouest, et 13 % du reste de la France. Si les entreprises publiques et privées représentent 74 % des commanditaires, les associations pèsent pour 15 % des événements.

## Grands pôles d'activités

### Principales destinations

#### Pôles de loisir
La région dispose de plusieurs destinations touristiques majeures dans le domaine des loisirs. Dans le domaine zoologique, l'Océanopolis de Brest (400 000 entrées par an) et le Grand aquarium Saint-Malo (356 000 entrées par an) sont les aquariums les plus attractifs, alors que le Parc zoologique de Branféré (280 000 entrées) est le zoo le plus fréquenté. La région dispose aussi de quelques parcs d'attractions ; La Récré des 3 Curés, près de Brest, enregistre 200 000 entrées par an, et Kingoland à Plumelin un peu plus de 100 000 entrées.
La région bénéficie aussi d'un réseau d'équipements de loisirs, et de prestataires de services dans ce domaine. 40 golfs sont dénombrés dans les quatre départements bretons, ainsi que 15 centres de thalassothérapie. Plus de 95 ports de plaisance sont aussi présents sur le littoral, et plus de 760 prestataires d'activités nautiques y exercent
La Bretagne se singularise, par ailleurs, par la tenue de plus de 220 festivals. Les thématiques sont variées, et peuvent traiter de la mer (fêtes maritimes de Brest, festival du chant de marin de Paimpol), de la culture bretonne (festival interceltique de Lorient, festival de Cornouaille), ou des musiques actuelles (festival des Vieilles Charrues à Carhaix, Rencontres trans musicales à Rennes). Les plus importants comme le festival interceltique de Lorient (750 000 visiteurs) et le festival des Vieilles Charrues (283 000 visiteurs) sont à l'origine d'importantes retombées économiques pour leurs territoires,.

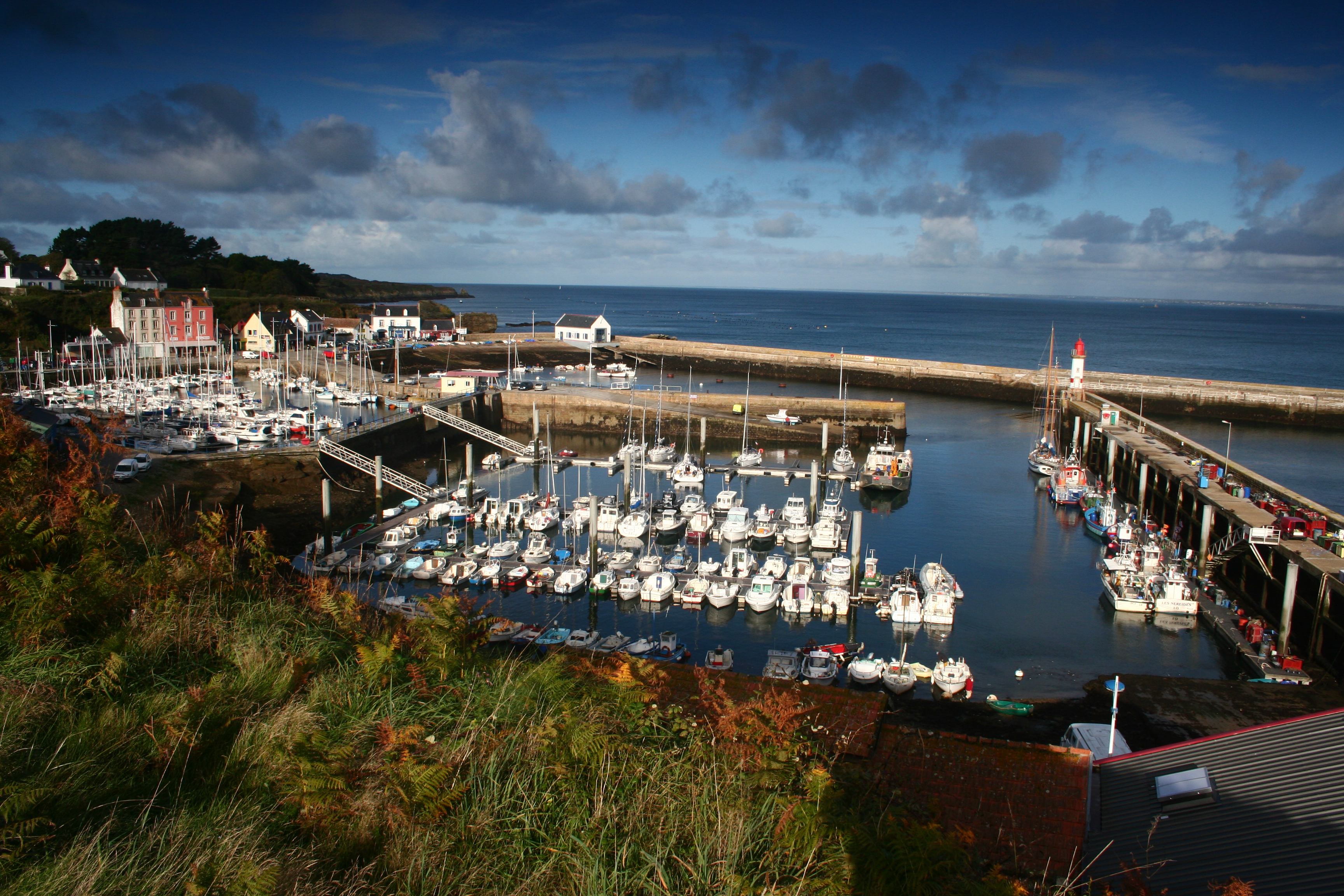
Port de plaisance à Groix.
Spectateurs au festival des Vieilles Charrues à Carhaix.
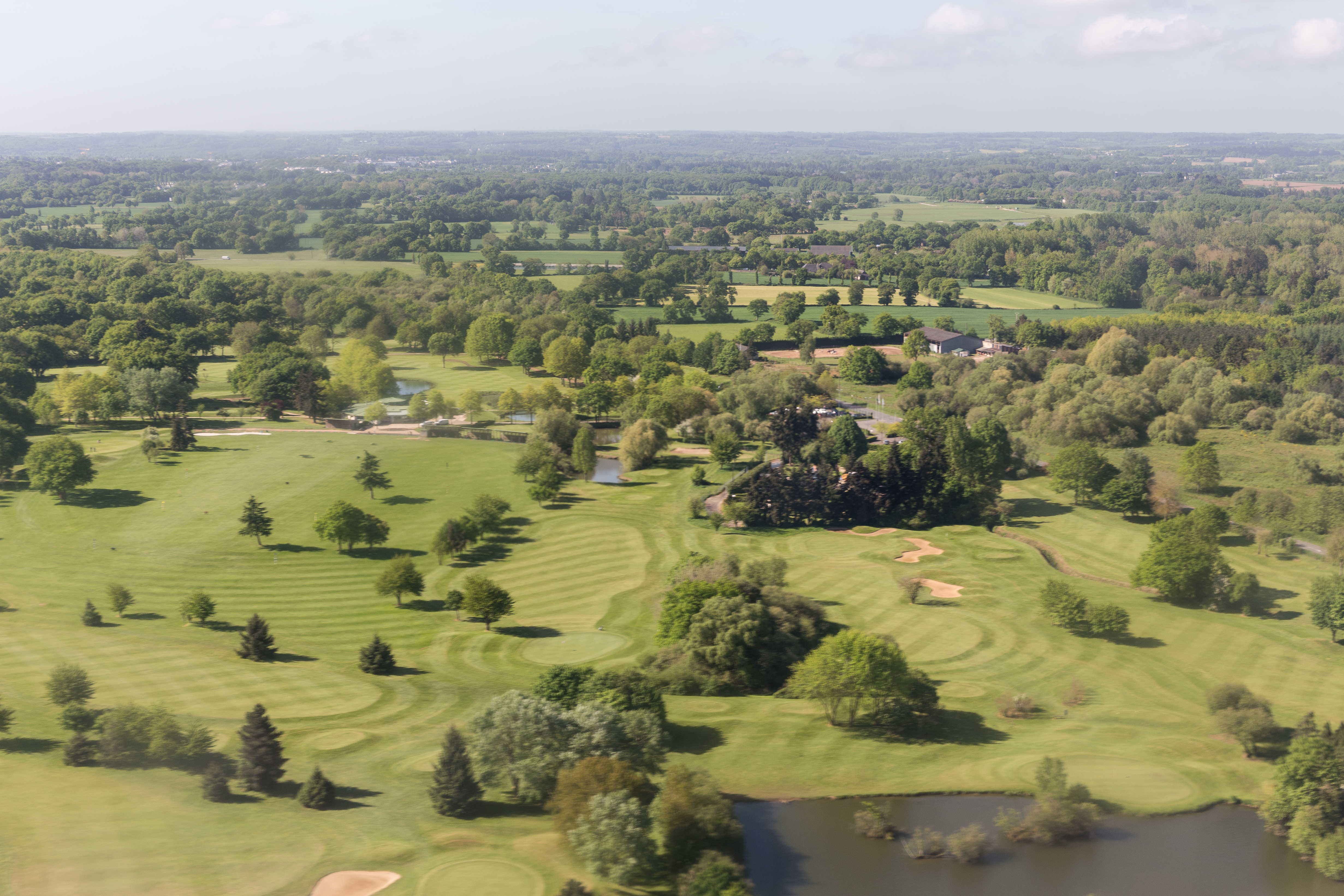
Golf près de Rennes.
- Aquarium de l'Océanopolis de Brest.

#### Sites patrimoniaux
Une concentration de sites patrimoniaux distingue la région,,, c'est la deuxième région en nombre de monuments classés. Plus de 4 000 châteaux et manoirs sont dénombrés, ainsi que 1 077 ensembles mégalithiques, et 3 000 sites religieux. Au total, plus de 3 000 monuments historiques bénéficient de mesures de protection, et deux, les alignements de Carnac et la tour Vauban, d'une inscription ou d'un classement au patrimoine de l'UNESCO,.
Des sites patrimoniaux comme la ville close de Concarneau, le fort la Latte et la Vallée des Saints comptent parmi les sites attirant le plus de visiteurs. La région connaît aussi une concentration de patrimoine propre, comme les enclos paroissiaux dans le nord-Finistère (Saint-Thégonnec, Pleyben…) ou un réseau de Petites Cités de Caractère (Rochefort-en-Terre, Locronan…).
Les musées de la région se concentrent sur différents aspects culturels (histoire de la région : musée de la Compagnie des Indes, musée de la Résistance bretonne… ; Beaux-arts : musée de Pont-Aven, musée des Beaux-Arts de Rennes… ; ethnographique : musée des Marais salants, écomusée des Monts d'Arrée…). 36 d'entre eux font partie du réseau Musée de France, et totalisent plus d'1,2 million d'entrées en 2017.

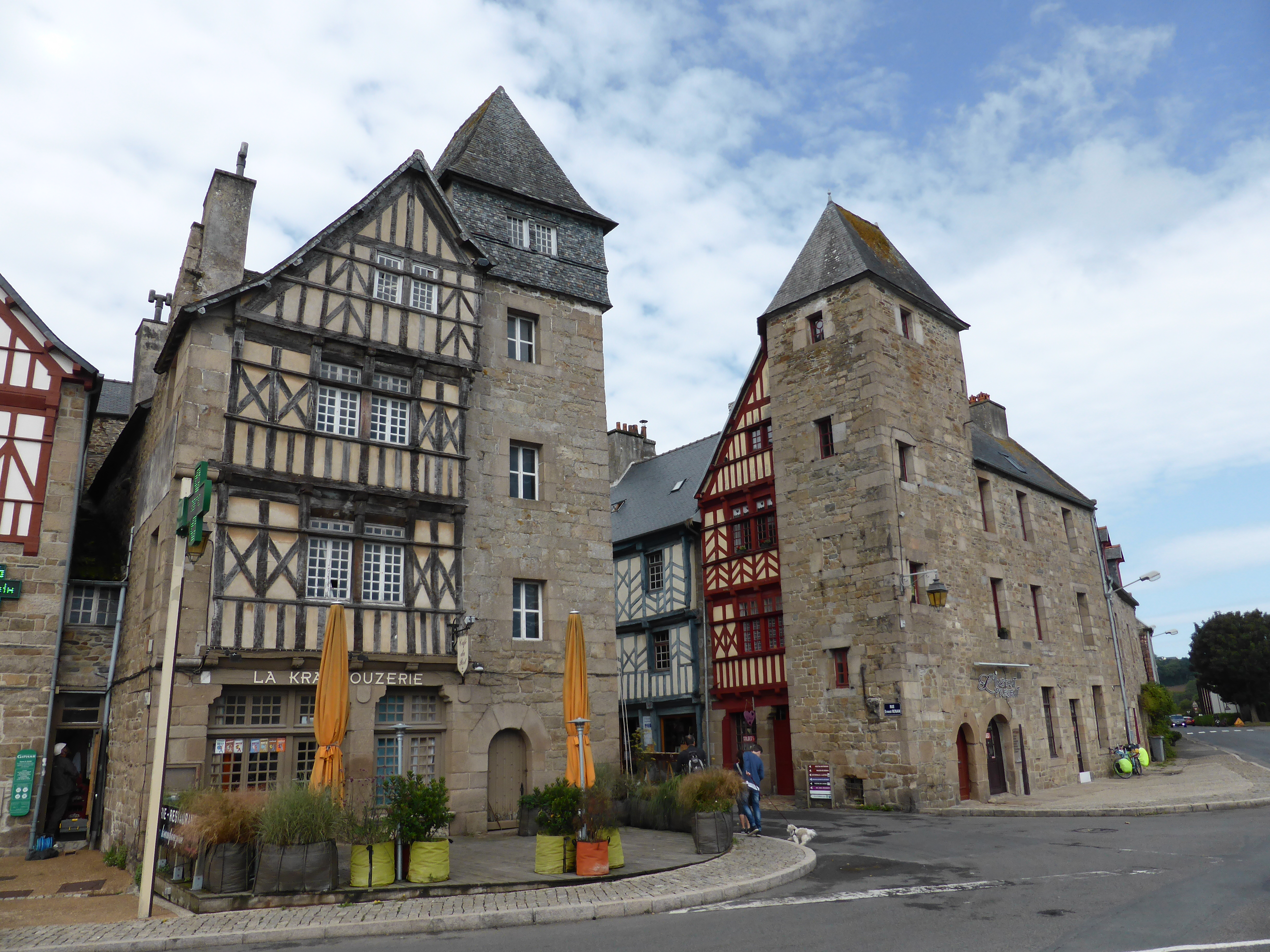
Tréguier, une des Petites Cités de Caractère de la région.
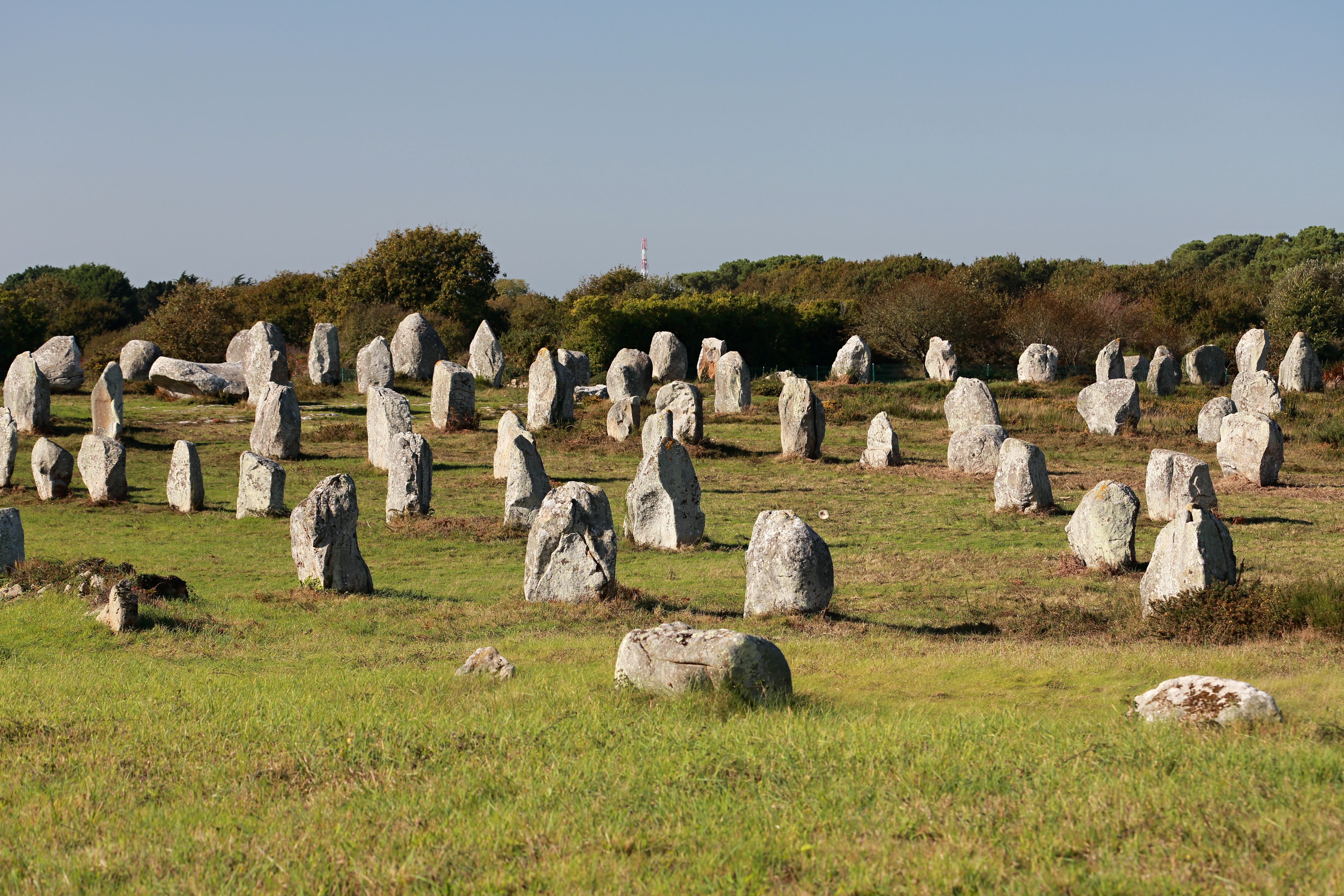
Alignements de Carnac.
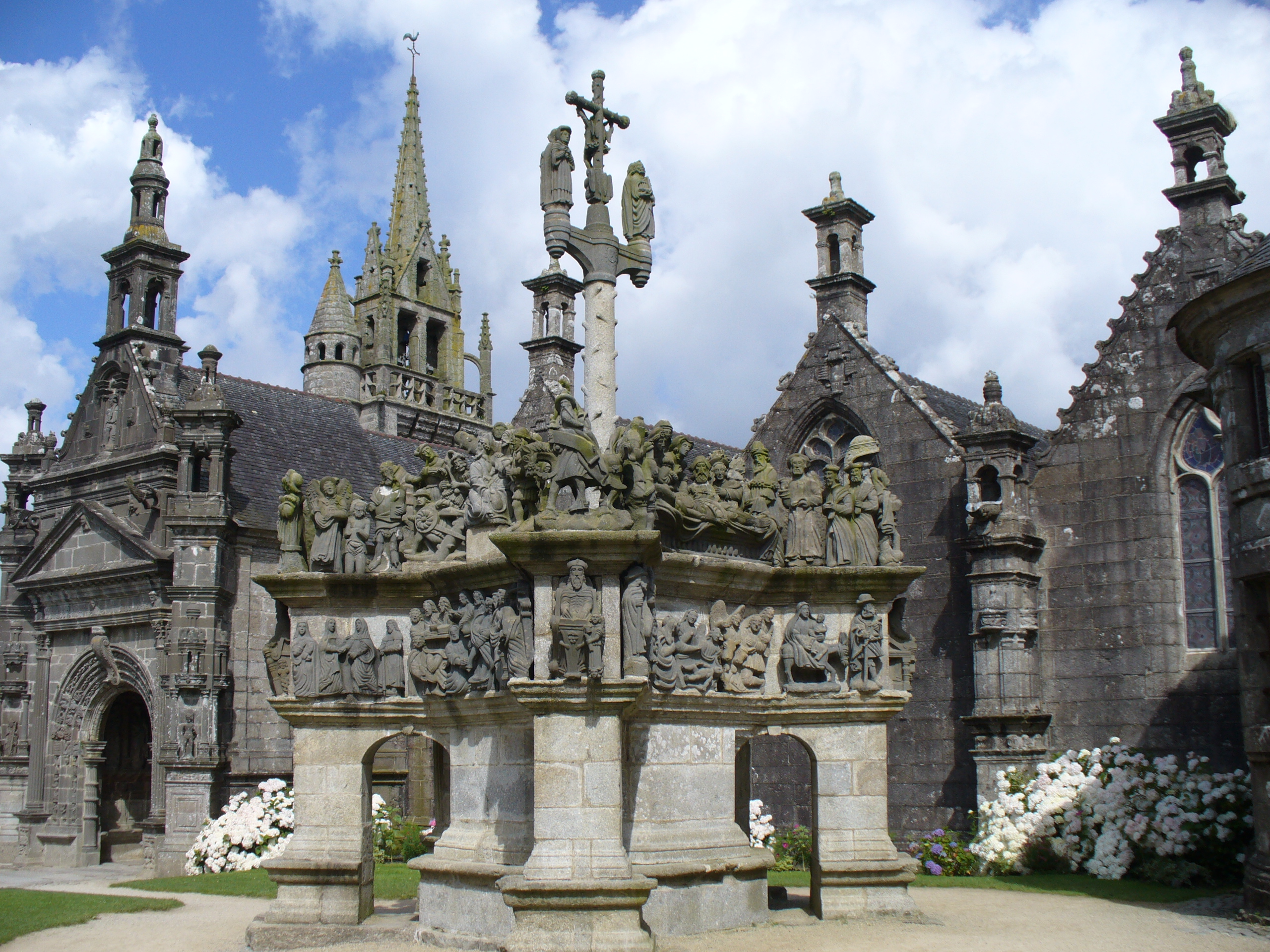
Enclos paroissial de Guimiliau.
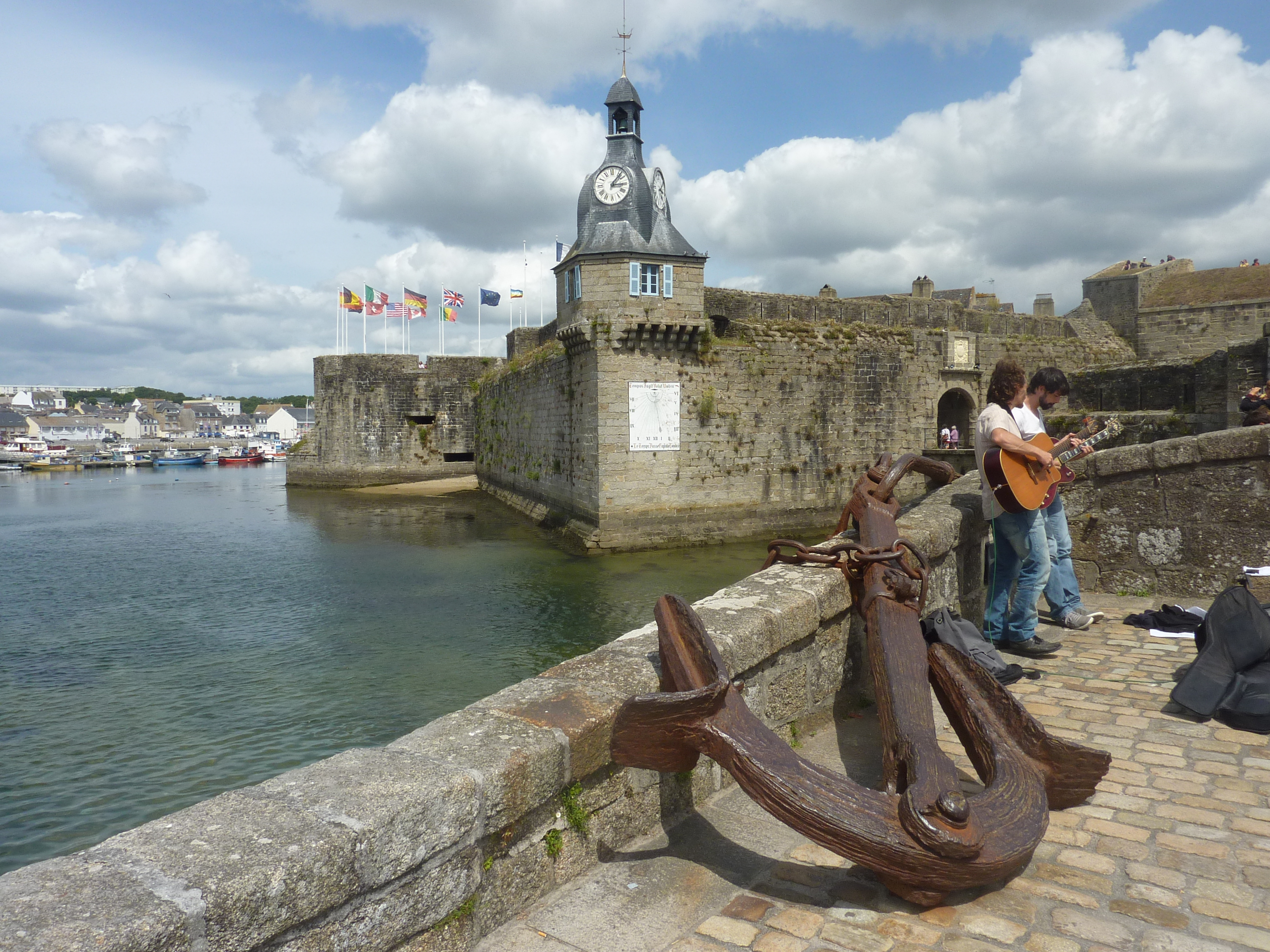
Ville close de Concarneau.

#### Sites naturels

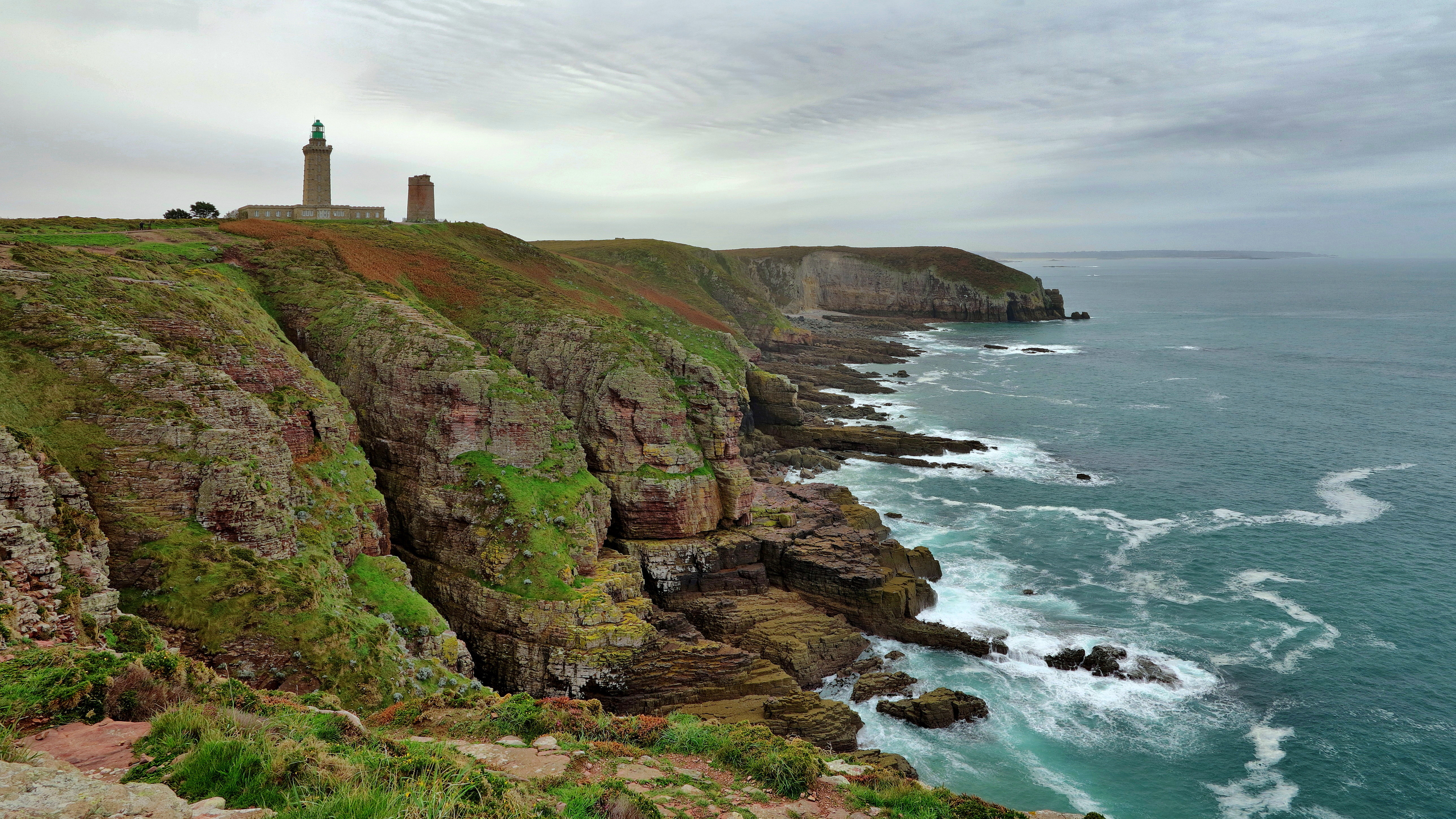
Cap Fréhel.

Certains sites naturels drainent un flux touristique important. Des caps comme la pointe du Grouin, le cap Fréhel, ou la pointe du Raz sont les principaux sites visités de ce type dans la région. Dans le domaine des îles, Belle-Île-en-Mer, Bréhat, l'île aux Moines, Groix, et les Sept-Îles sont les sites les plus visités.
Au total, la région compte 41 sites terrestres et 18 sites marins classés natura 2000, ainsi que 669 sites classés ou inscrits au titre de la nature ou des paysages. La Bretagne compte, en 2020, seize réserves naturelles : sept classées au niveau national (RNN) et neuf par la région (RNR), dont la réserve de facto la plus ancienne de France, la réserve naturelle nationale des Sept-Îles. Deux parcs naturels régionaux (PNR) ont pour mission de valoriser le patrimoine tant naturel que culturel, le PNR d'Armorique, réunissant 44 communes dans le Finistère et le PNR du Golfe du Morbihan qui regroupe 33 communes. Un troisième est en projet entre Ille-et-Vilaine et Côte-d'Armor,,.

### Gastronomie
La gastronomie bretonne est un des pôles d'attraction touristique de la région, notamment liée à son caractère maritime, et à l'importance de l'agriculture dans l'histoire de la région. Cet usage touristique est cependant relativement récent. Si des gastronomes comme Curnonsky ou Alain Bourguignon mettent en avant la qualité des produits bretons dès le début du XXe siècle, cet aspect est encore absent des guides touristiques publiés dans l'entre-deux-guerres. Ce n'est que dans les années 1950 et grâce à l'essor du tourisme dans la région que les productions locales se retrouvent sur les tables des touristes. Les produits de la mer (coquilles Saint-Jacques, moules, huîtres, langoustines, crabes, poissons divers), les produits de la terre (fraises de Plougastel, artichauts, choux-fleurs, oignons de Roscoff, carottes), et les préparations locales (charcuteries comme l'andouille de Guémené, desserts comme les crêpes, le cidre, le chouchen) deviennent alors étroitement associés à la région par les touristes. Cette typicité des productions locales va être exploitée à des fins touristiques à partir des années 1960.
Les pratiques gastronomiques liées au tourisme peuvent prendre plusieurs formes. Certains territoires ont développé des routes touristiques, comme la route du cidre en Cornouaille, la route de la fraise à Plougastel et le chemin de la sardine à Douarnenez. Des entreprises de l'agro-alimentaire liées à la région comme Hénaff à Pouldreuzic peuvent développer des activités touristiques liant production et territoire. La restauration peut se reposer sur le côté « terroir » de ses plats, en mettant en avant des producteurs locaux, et en se basant sur des circuits courts de fournisseurs. Des spécialités locales comme la galette-saucisse peuvent être mises en avant comme exemple de cuisine de rue à essayer, tout comme certains marchés tel le marché des Lices à Rennes. Au total, la région compte plus de 6 000 restaurants traditionnels, 221 maîtres restaurateurs, et 42 restaurants étoilés au Guide Michelin.

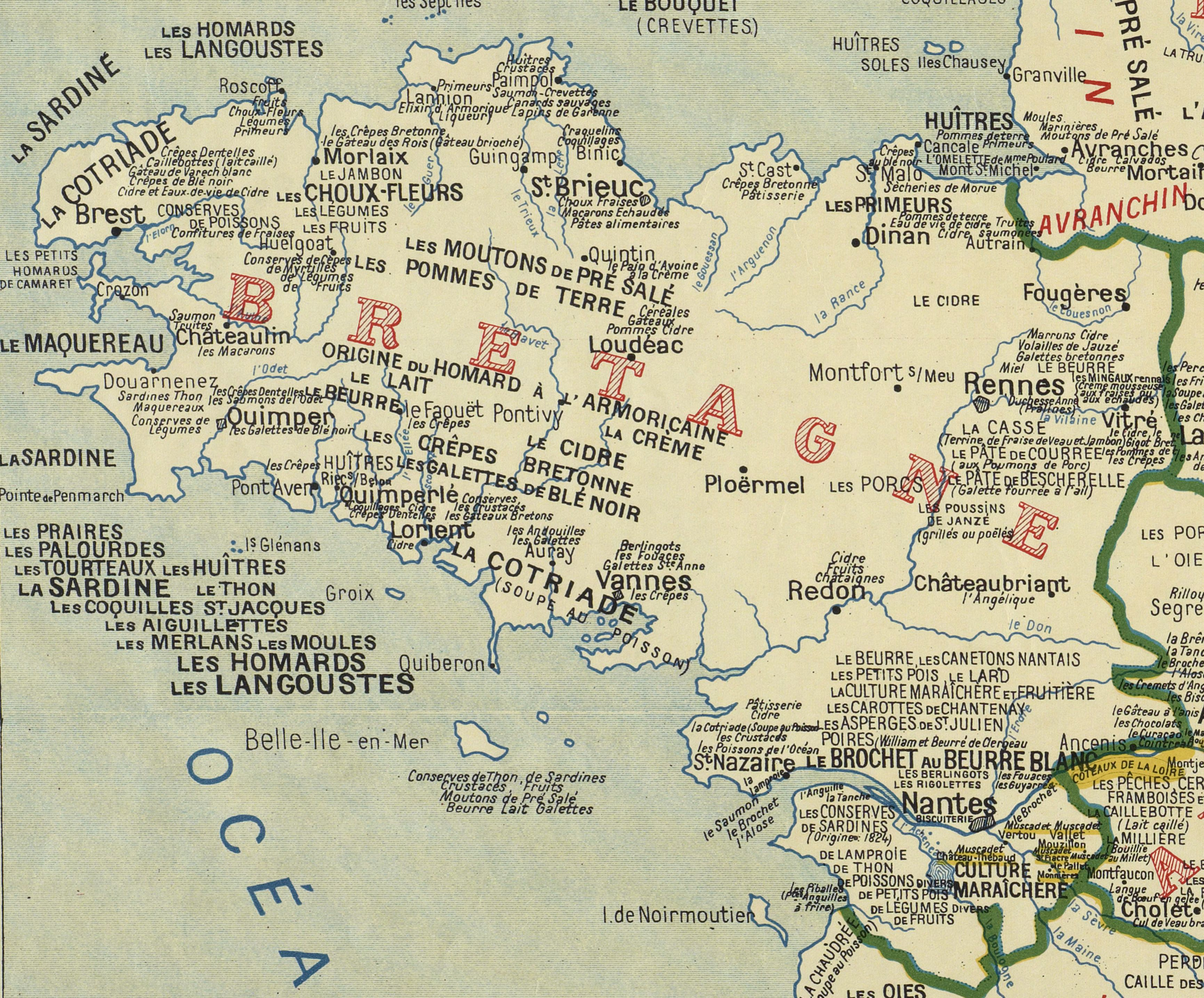
Carte culinaire de la Bretagne d'Alain Bourguignon.
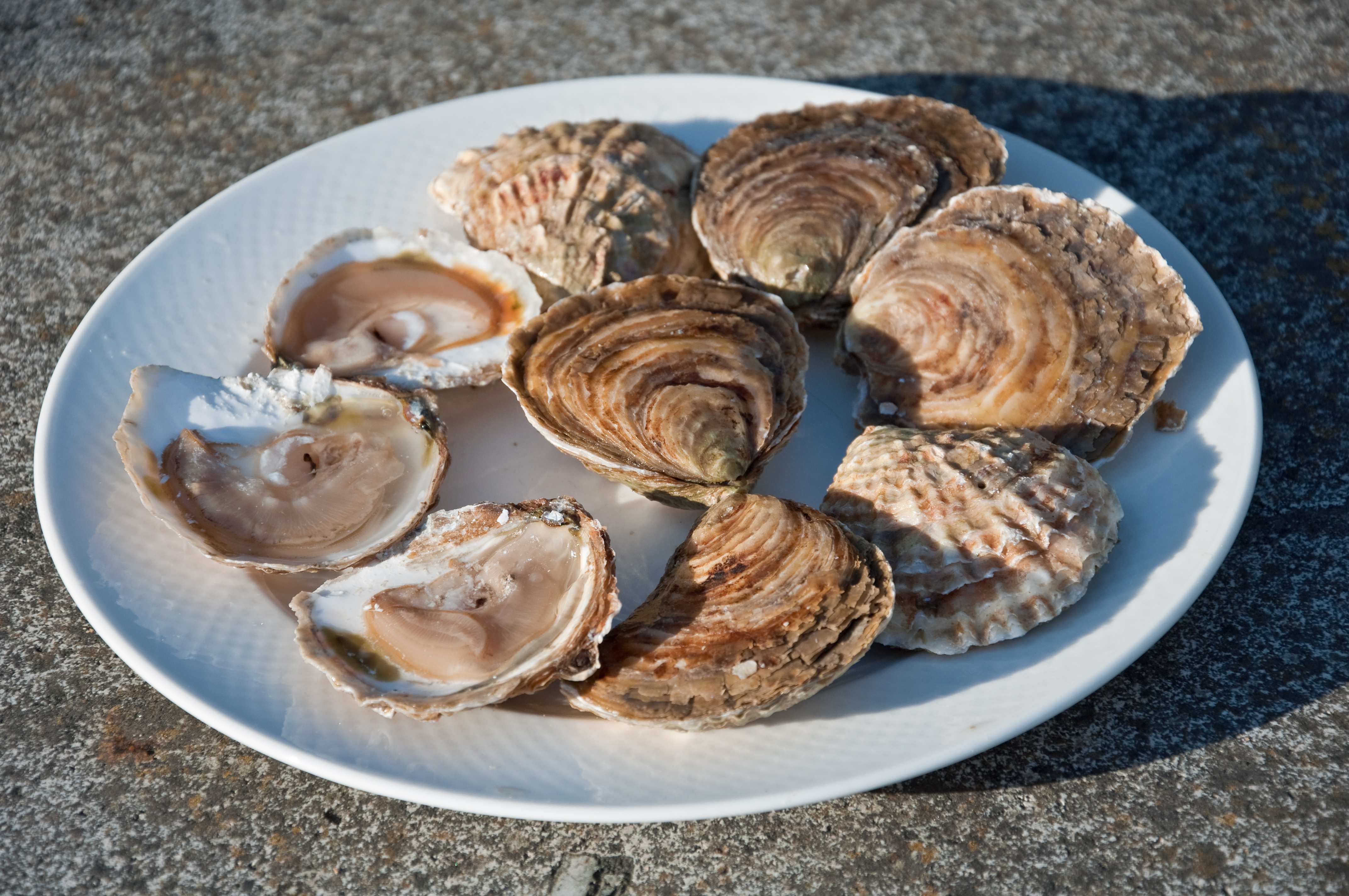
Huîtres plates de Cancale.
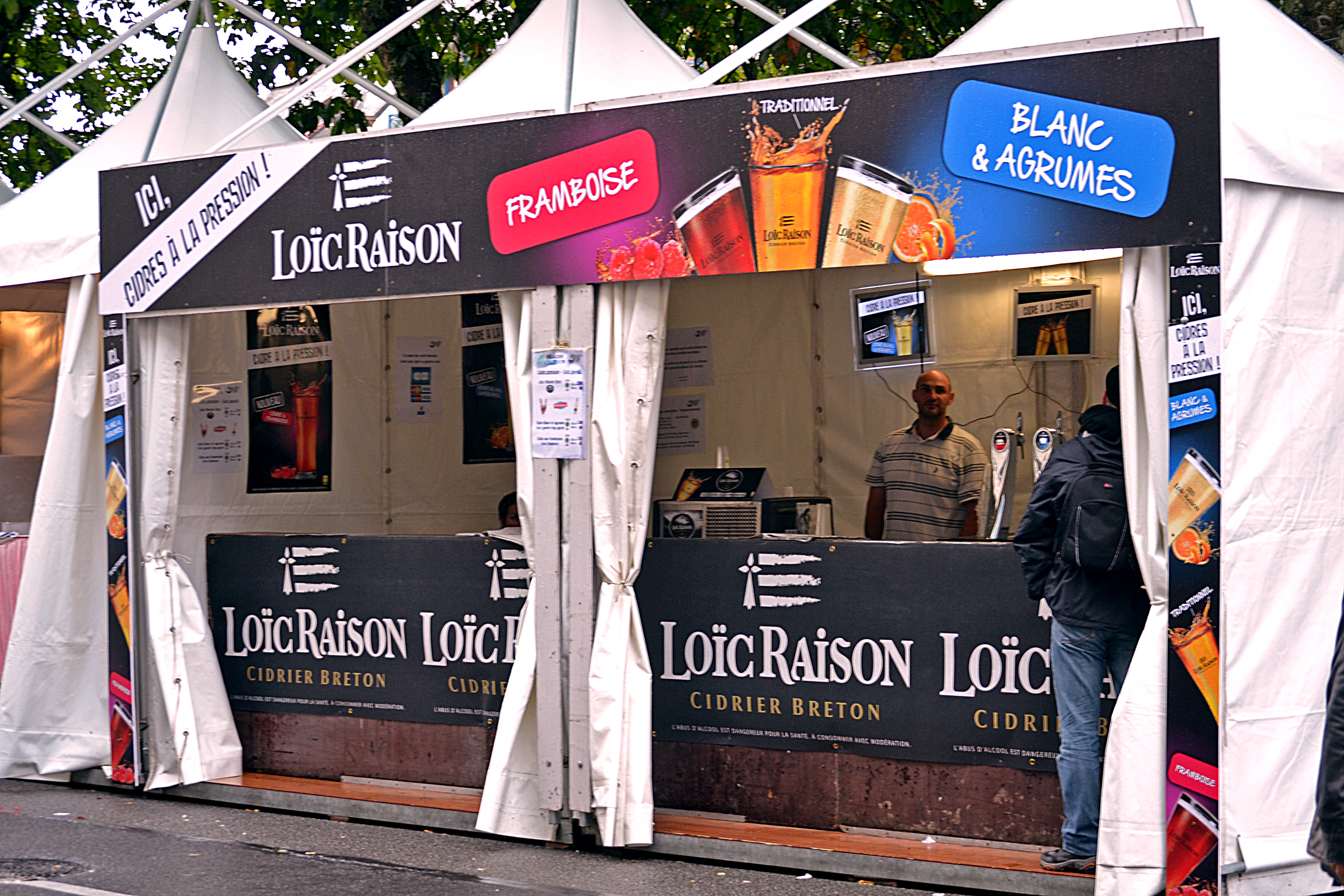
Vente de cidre lors du festival de Cornouaille.
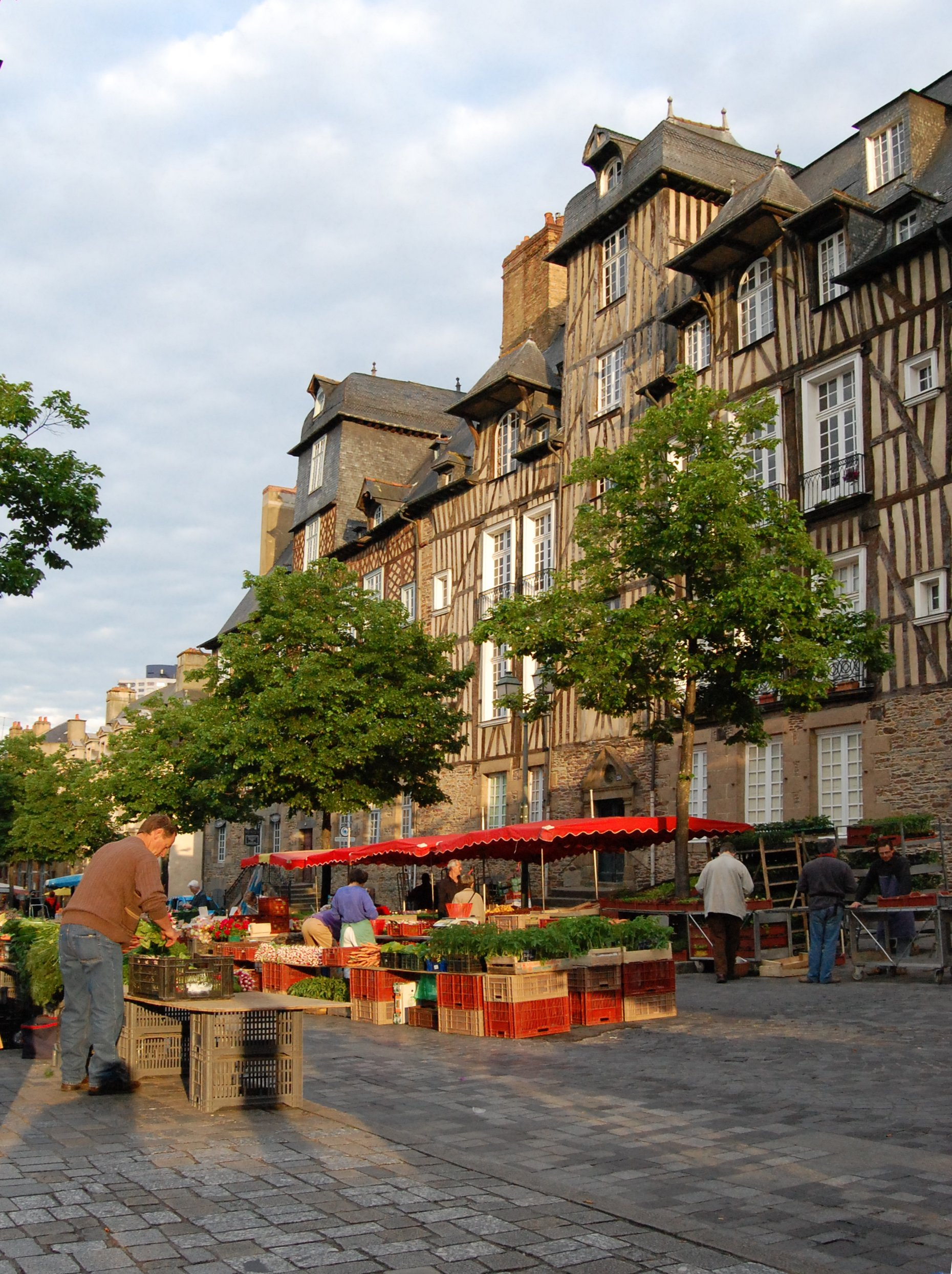
Marché des Lices à Rennes.
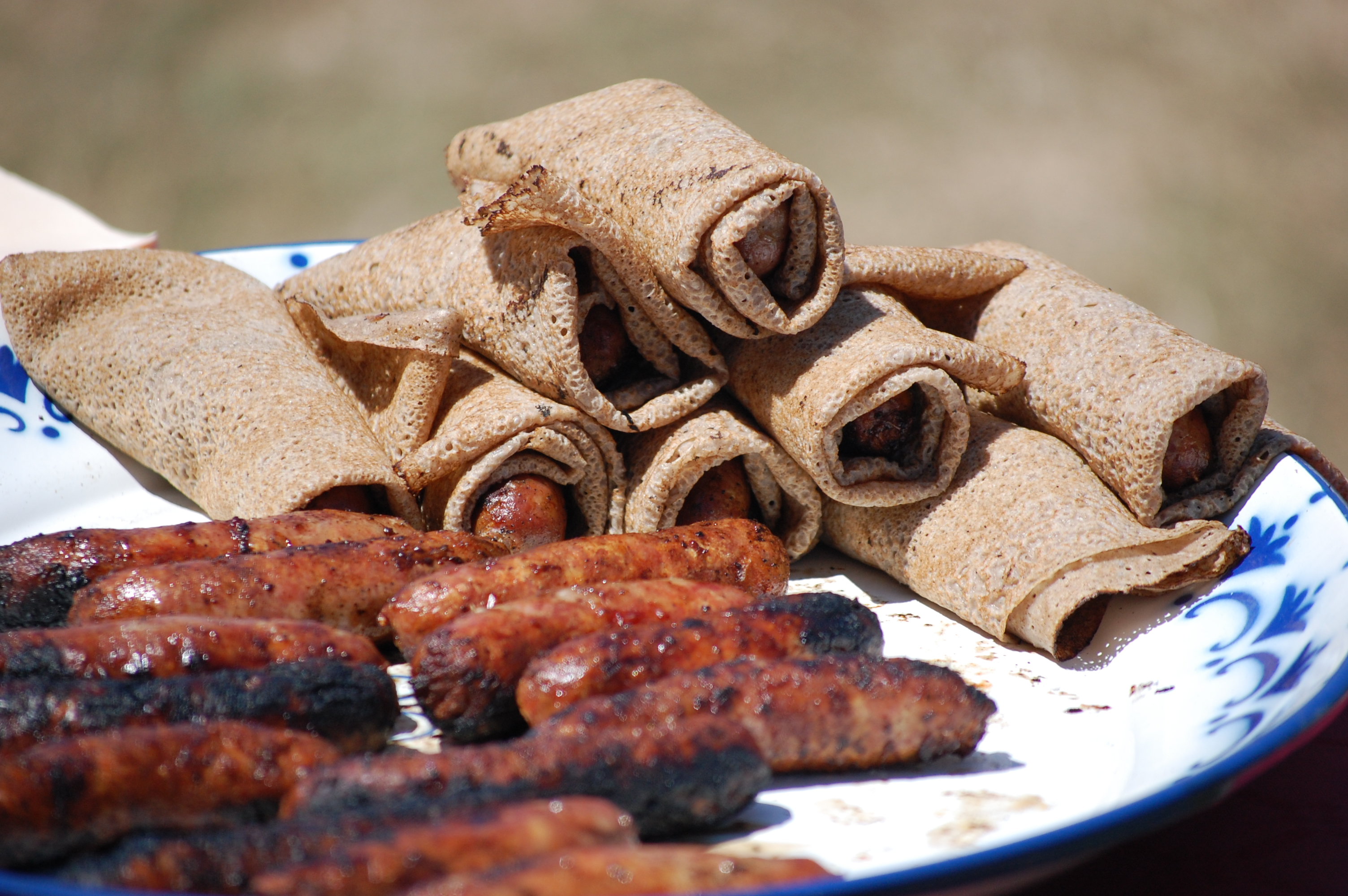
Galette-saucisse, exemple de street food locale.